# Maó
|  | Per a altres significats, vegeu «Maó (desambiguació)». |

Maó, (segons la pronuncia menorquina: [m'o]) és un municipi i la capital de l'illa de Menorca, situat a l'est de l'illa; i és la seu actual del Consell Insular de Menorca. Té 29.578 habitants, la qual cosa fa que Maó sigui la segona ciutat més poblada de Menorca.

## Emplaçament geogràfic

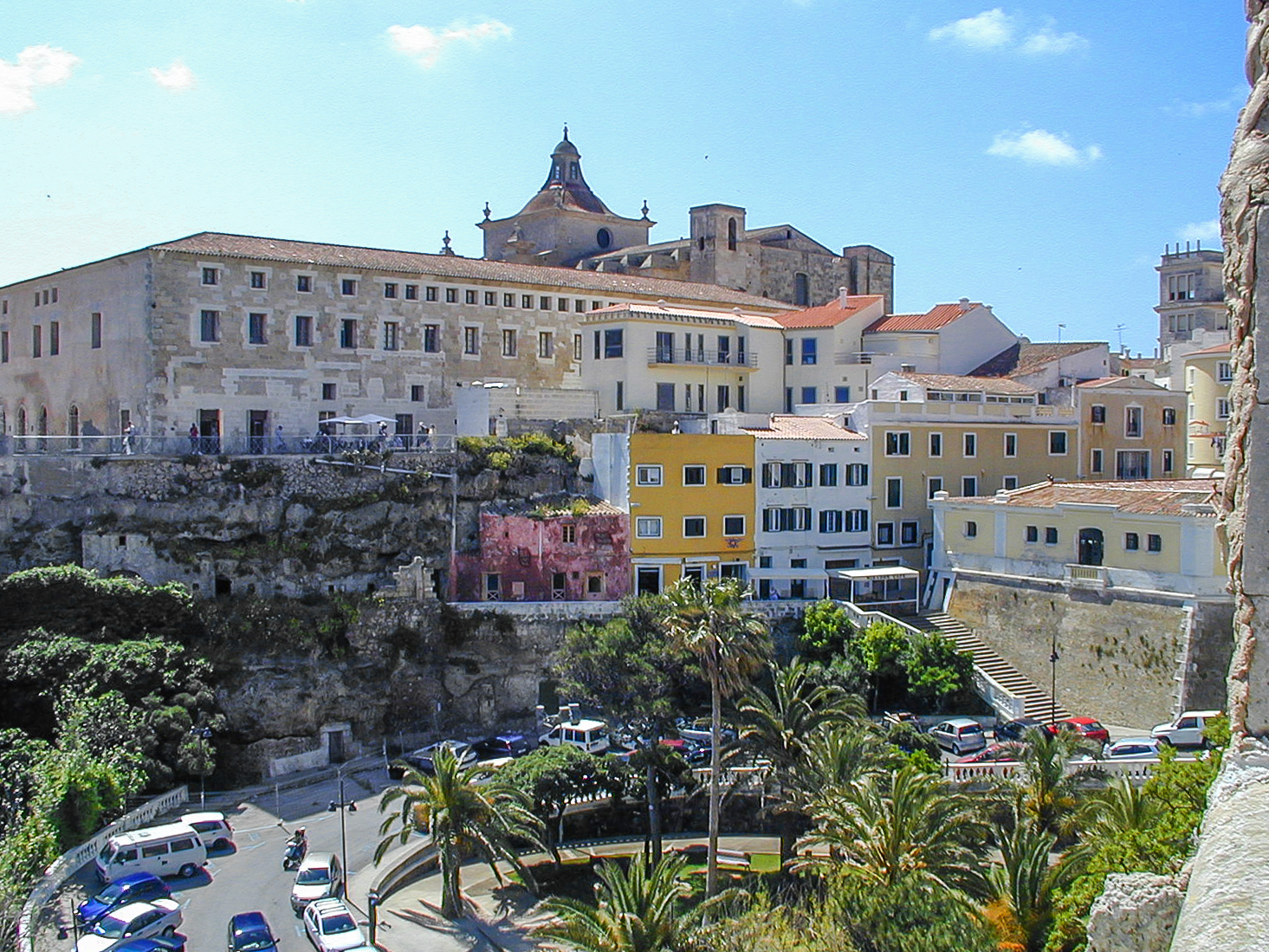
Vista de sa Costa de ses Voltes i el Claustre, entre el port i el centre de Maó.

La ciutat de Maó es troba a l'est de l'illa de Menorca, i al final del port de Maó. Les seves coordenades són: 39° 53′ 21″ N i 4° 15′ 49″ E. Es troba a uns 72 metres d'alçada, però —atès que la ciutat arriba fins al port— té importants desnivells. El terme municipal de Maó limita amb els des Castell, Sant Lluís, Alaior i es Mercadal.

## Topònim
Popularment, s'explica que l'origen del topònim Portus Magonis prové del nom propi del general Magó Barca, germà del cabdill cartaginès Hanníbal Barca, que li va donar el nom actual, quan es trobava fugint dels romans l'any 205 aC, després del fracassat setge de Cartago Nova. Joan Coromines, al seu Onomasticon Cataloniae (v. 5, pàg. 183), refuta aquesta hipòtesi, per la manca de base fonètica i històrica. La dèria de voler trobar darrere de topònims preromans explicacions relacionades amb noms d'herois o de cabdills de les grans potències imperials de la Mediterrània de l'antigor ha portat a voler relacionar Bàrcino amb Amílcar Barca, Roma amb Ròmul, Olissipo amb Ulisses o París amb Paris, raptor d'Helena de Troia.
D'altra banda, Coromines treu importància històrica a Magon, ja que considera que fou un fracassat: «Encomanat de la formidable expedició per mar i terra, que en el segle ii llançaren els cartaginesos, amb forces molt superiors, contra els siracusans i els altres grecs de Sicília, Magon, després del primer xoc, es retirà, quasi sense lluita, davant l'hàbil general corinti Timoleont. Destituït per Amílcar i Asdrúbal, fou degradat, sota el pes de l'acusació de covardia (amb sospites de traïció)».
De tota manera, se sap que Magó va reclutar 2.000 foners a Menorca, abans de la batalla, i que va ser en un lloc resguardat damunt del port, on establiren el campament de reclutament de joves indígenes, segons Plini (E. Belenguer, 2004).
Així doncs, segons Coromines l'origen seria lígur-sorotàptic, com Mallorca i Menorca, així com el nom romà de Ciutadella, Iamon.
Cal constatar que la grafia tradicional Mahó amb una hac intercalada, que va donar la forma castellana Mahón, no es considera correcta. Segons les normes de l'àmbit lingüístic del català (1913), només es conserva la hac si es manté en la seva paraula derivada corresponent llatina (com "home", "hort", "prohibir" o "adhesió"). En el cas de Maó, deriva de la paraula llatina Magonis, que no té cap hac.
Plini el Vell la menciona al segle i amb el nom de Magon, Pomponi Mela al segle ii amb el nom de Mago, i el geògraf de Ravenna amb el nom de Maco. De tota manera, ja hi ha escrits del segle xiv que la mencionen amb hac com a Mahó (Marsili, el 1323). Arran de la reforma fabriana, aquestes hacs tradicionals, com la de Vich i Hostalrich, es van eliminar. D'ençà de la publicació al BOE el 6 de setembre del 2006, que recull l'acord adoptat pel Consell Insular de Menorca el 27 de febrer del mateix any, Maó era l'única forma oficial d'aquest topònim menorquí a tots els efectes i substituïa la forma castellana oficial fins aleshores, Mahón.
El dia 29 d'octubre del 2012 el ple de l'ajuntament de Maó, governat en majoria absoluta pel Partit Popular, va dictar que el nom oficial de Maó havia de ser Maó-Mahón. Això ho pogué portar a terme gràcies a la modificació de l'article 14 de la Llei de Normalització Lingüística que fins al moment deia que “els topònims tenen com a única forma oficial la catalana” inclosa dins la Llei 9/2012 de la Funció Pública.
Amb la Llei 1/2016 de 3 de febrer, el Parlament de les Illes Balears aprovà tornar al text original de la Llei de Normalització Lingüística, encara que sense la unanimitat de la primera vegada. En aquesta línia l'Ajuntament de Maó aprovà en el ple de febrer del 2021 d'iniciar l'expedient per restituir Maó com a forma oficial única del nom de la ciutat, adaptant-se així a la normativa lingüística vigent. El 28 de desembre de 2021 es publicà al BOE el canvi de denominació del municipi.

## Història
El naixement de Maó s'explica a partir de la població de Menorca, cap al 2000 aC. Aproximadament el 1500 aC comença l'època talaiòtica, i conseqüentment, un canvi en la societat, que comença a organitzar-se en comunitats. Així, apareixen petits nuclis de població, amb murades per protegir les cases. I és en aquesta època quan es creen centres costaners per poder vigilar l'entrada per la mar, que és la raó per la qual s'establirien els primers pobladors a l'actual ciutat de Maó.
Amb la fundació de la colònia púnica a Eivissa, s'intensifiquen les relacions comercials, fet que provoca una evolució progressiva de la civilització autòctona i desemboca en un gran luxe i en el predomini d'objectes grecs i púnics. Per aquesta raó, el port va esdevenir l'element principal de la ciutat, constituint-se com la porta d'entrada de moltes influències culturals, ja que la navegació era l'únic mitjà de transport. Molts viatgers i comerciants feien escala o establien negocis a Maó. El port sempre estava vigilat per l'exèrcit de les diferents nacions que han governat l'illa de Menorca.

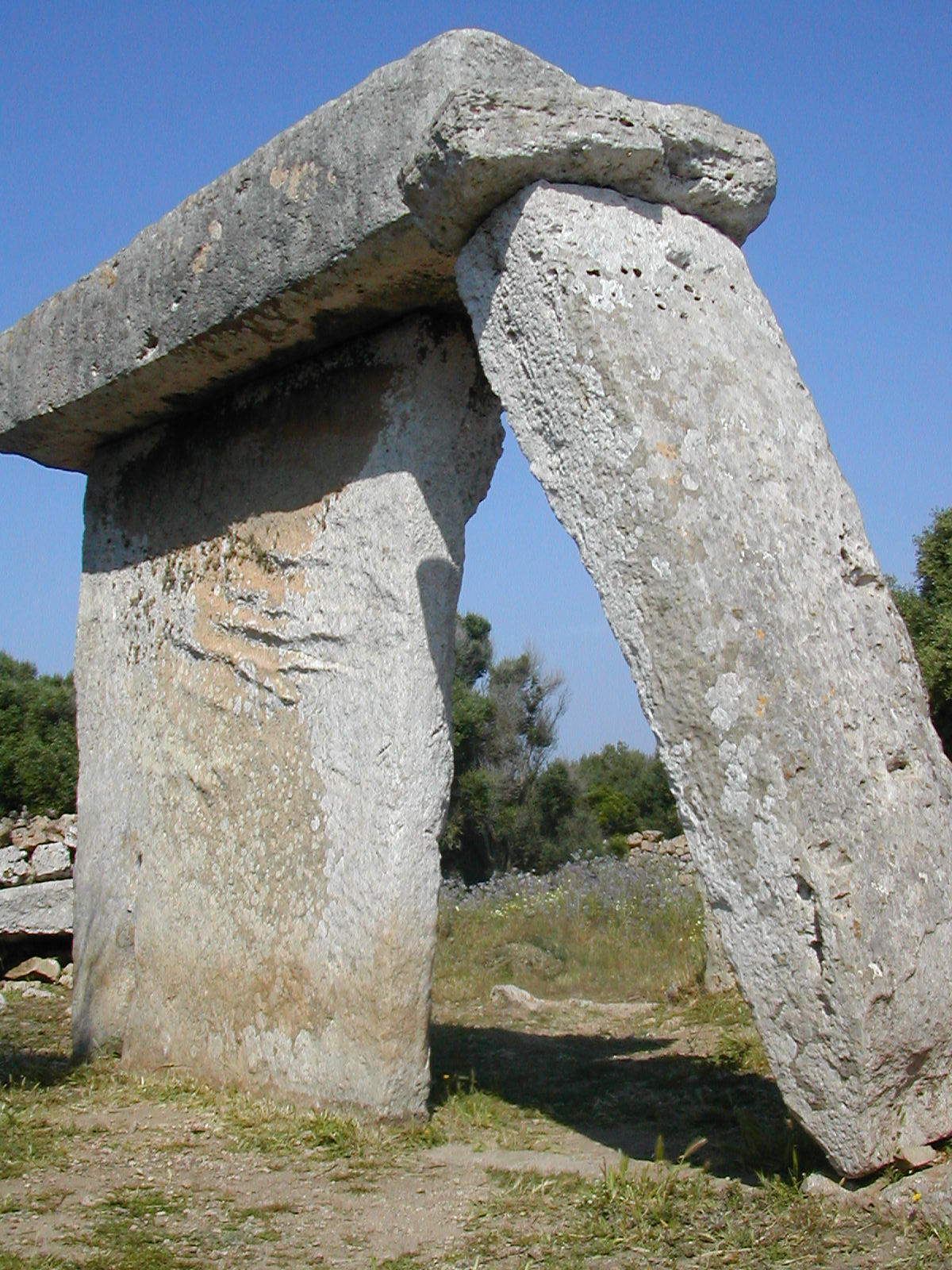
Taula de Talatí de Dalt

Devers el segle iii aC, els cartaginesos es van instal·lar al port, encapçalats pel general Mago. Però l'any 123 aC, el control d'aquest port i de tota l'illa passa a ser dels romans. La conquesta romana va ser encapçalada per Quint Cecili Metel Baleàric. Aquesta nova conquesta va provocar un canvi en la vida diària de l'antiga població. Maó, en època romana, estava situada sobre les construccions d'època talaiòtica, que es troben sota l'església de Santa Maria i la plaça de la Conquesta. En un primer moment, Maó era un petit nucli, però a poc a poc es va convertir en una pròspera ciutat comercial, gràcies a la gran activitat que es desenvolupava al seu port.
Una de les característiques de la civilització romana és la gran infraestructura que es va estendre per tota l'illa, com posa de manifest la gran xarxa de vies o calçades per poder comunicar les diferents poblacions.
Tot aquest desenvolupament va provocar que en l'època imperial, concretament en la de l'emperador Vespasià (74 aC), el nucli urbà de Maó rebés la categoria de municipi, amb el nom de Municipium Flavium Magontanum. Aquest nucli urbà tenia la seva necròpolis situada als afores. Aquest cementeri estava situat entre la plaça del Príncep i la plaça del Carme. El seu ritus funerari era la incineració i, per tant, les tombes eren urnes que anaven acompanyades d'objectes personals i ofrenes alimentàries.
El segle III dC significa un gran desenvolupament del municipi de Maó. Es té notícia que hi ha una comunitat de jueus que l'any 418 obren una sinagoga, però desapareixeran quan el bisbe Sever obligui tots els jueus a convertir-se a la religió cristiana. Aquesta situació durarà fins al segle vi, moment en el qual Menorca estarà sota el poder dels romans d'Orient. Això provoca una paralització de les activitats desenvolupades tant al port com dins el nucli urbà, ja que l'illa es converteix en lloc de desterrament.
L'any 904 té lloc la conquesta musulmana. Durant aquesta època només se sap que la ciutat havia desaparegut i en el seu lloc hi havia un castell que vigilava i defensava el port. Cal destacar que aquesta nova invasió provoca, de la mateixa forma que la conquesta romana, uns canvis en els activitats diàries, i introdueix noves pautes econòmiques, socials, polítiques i culturals. La societat era diversa i s'organitzava en tribus i clans. Eren agricultors i ramaders, però això no vol dir que no hi hagués comerç, malgrat que la característica principal era l'existència del corsarisme. En 1147 fou atacada per la República de Gènova per lluitar contra la pirateria dels musulmans de l'Emirat de Granada basats en les Balears, aliats de la República de Pisa contra Gènova des de 1137.
Però la creació de la ciutat actual és després de la conquesta cristiana per Alfons III d'Aragó, l'any 1287. De la mateixa manera que durant la conquesta anterior, va tenir lloc la introducció de noves institucions polítiques, religioses, judicials i noves organitzacions econòmiques. A més, es va substituir la població musulmana per població cristiana; per tant, hi va haver canvis culturals, de llengua i de costums.
Els segles XIV i XV són períodes turbulents, marcats per lluites socials, crisis, etc. La societat medieval es caracteritza per ser una societat estratificada, formada per cavallers, ciutadans, pagesos propietari, menestrals, margintats, esclaus, etc. Però l'element més important va ser l'església, que marca la vida quotidiana. Tots els súbdits eren fidels i havien de pagar un impost a l'església; els qui no el podien pagar, es convertien en esclaus. Aquesta és l'època d'aparició d'ordes monàstics, com els franciscans i les clarisses. Malgrat que la religió cristiana fos la més important, hi havia a la ciutat una comunitat jueva que tenia una gran importància econòmica, i tots vivien a la mateixa zona. Però l'any 1391, per causa d'unes sublevacions contra els jueus, van ser obligats a convertir-se o, en cas contrari, a ser expulsats.
L'economia es basava en l'agricultura del blat, en la ramaderia ovina i en la manufactura del tèxtil, i el comerç se centrava en la llana. Existia el mercat, que es trobava al centre urbà i servia per poder-hi vendre tots els productes. A part, la ciutat de Maó es caracteritzava per tenir unes grans defenses, amb diferents portals: uns comunicaven amb la resta de poblacions i altres, amb el port (com el portal de Baixamar). Quant a la cultura, cal destacar les festes populars religioses, teatres pels carrers i joglars. Un dels personatges importants va ser Miquel de Verí.
Amb la dinastia dels Habsburg, Menorca entra a formar part de la potència política i militar de la monarquia hispànica. Els segles xvi i xvii són considerats, d'una forma global, segles de grans lluites internes, males collites, epidèmies, etc. Al segle xvi, amb el canvi de política sobre el Mediterrani, el port de Maó torna a tenir una certa importància. Això provoca que l'any 1535 tengui lloc l'assalt de Barba-rossa, corsari turc, que com a botí se va endur tots els tresors de la ciutat i 800 persones, que van ser venudes com esclaves. Després d'aquest fet, es va reconstruir la ciutat i també es va repoblar. Com a reacció, es va construir, l'any 1554, el castell de Sant Felip, sota el regnat de Carles I; l'arquitecte va ser Joan Baptista.
En el segle xvii es produeixen diferents esdeveniments, com la reforma de Trento, que provoca l'augment d'ordes religioses. És el cas, per exemple, de les Concepcionistes de Maó, que l'any 1616 es construeixen el convent i l'església de clausura. Però encara existeix la Inquisició, utilitzada per poder tenir un millor control social i econòmic. La societat segueix sent jerarquitzada, però apareix un nou estament, que són els jornalers. També apareixen els gremis, que tenen una gran importància econòmica (ja que regulen la producció manufacturera), una importància religiosa i també social, ja que fan activitats assistencials. Per tant, els gremis eren grups de gent que tenien en comú la feina i s'ajudaven entre si. L'economia segueix estant basada en l'agricultura, però el comerç de la llana i del formatge va en augment. Però en aquest segle es produeixen moltes epidèmies, com la de la pesta de l'any 1652, que va matar molta gent, i també males collites que provoquen que les substàncies siguin insuficients. Davant d'això, es recorre a obtenir blat d'altres indrets. L'any 1613 es construeix la Casa Consistorial, que ocupa el mateix lloc que avui dia.
A finals del segle xvii i començaments del xviii té lloc un esdeveniment important que provoca una gran tensió entre la gent. Aquest fet és la Guerra de Successió (1706-1713), que comporta la divisió de la societat entre partidaris de Carles d'Àustria i seguidors de Felip de Borbó. Devers l'any 1708, els britànics ocupen Menorca per poder ajudar en Carles a obtenir el tron, però serà Felip el qui guanyarà. La guerra acaba amb el Tractat d'Utrecht, que imposa la pau i reconeix el domini britànic de Menorca. El segle xviii es caracteritza per ser una etapa moguda, ja que la ciutat de Maó, i tota l'illa, viuran un dels seus períodes de màxima esplendor, perquè seran l'objectiu de les potències europees:
- Anglesa (1713-1756)
- Francesa (1756-1763)
- Anglesa (1763-1782)
- Espanyola (1782-1798)
- Anglesa (1798-1802)
- Espanyola (1802)

La primera dominació anglesa va configurar la ciutat actual, i va provocar un creixement i un desenvolupament econòmic que van deixar empremta. Té lloc un augment demogràfic, una expansió de l'agricultura, un desenvolupament del comerç i també de la navegació; açò provoca que el port es convertesqui en un centre comercial de primera importància com a espai de distribució de mercaderies i de fabricació de vaixells. Aquesta nova situació provoca que la burgesia tengui més importància i que hi hagi un gran moviment de gent de diferents races. Cal destacar que encara existeix el corsarisme. També es construeixen noves carreteres, per poder connectar amb la resta de les poblacions, i un fet important és que Maó es converteix, l'any 1722, en capital de l'illa. Així és un segle d'expansions urbanes. S'aprofita per construir cases senyorials d'un nou estil totalment diferent, com les del carrer Isabel II. Té lloc la reforma de Santa Maria i de Sant Francesc, i es duen a terme noves construccions, com hospitals, l'església del Carme, el Principal de Guàrdia, l'església de Sant Antoni, la Concepció, Sant Josep, etc.

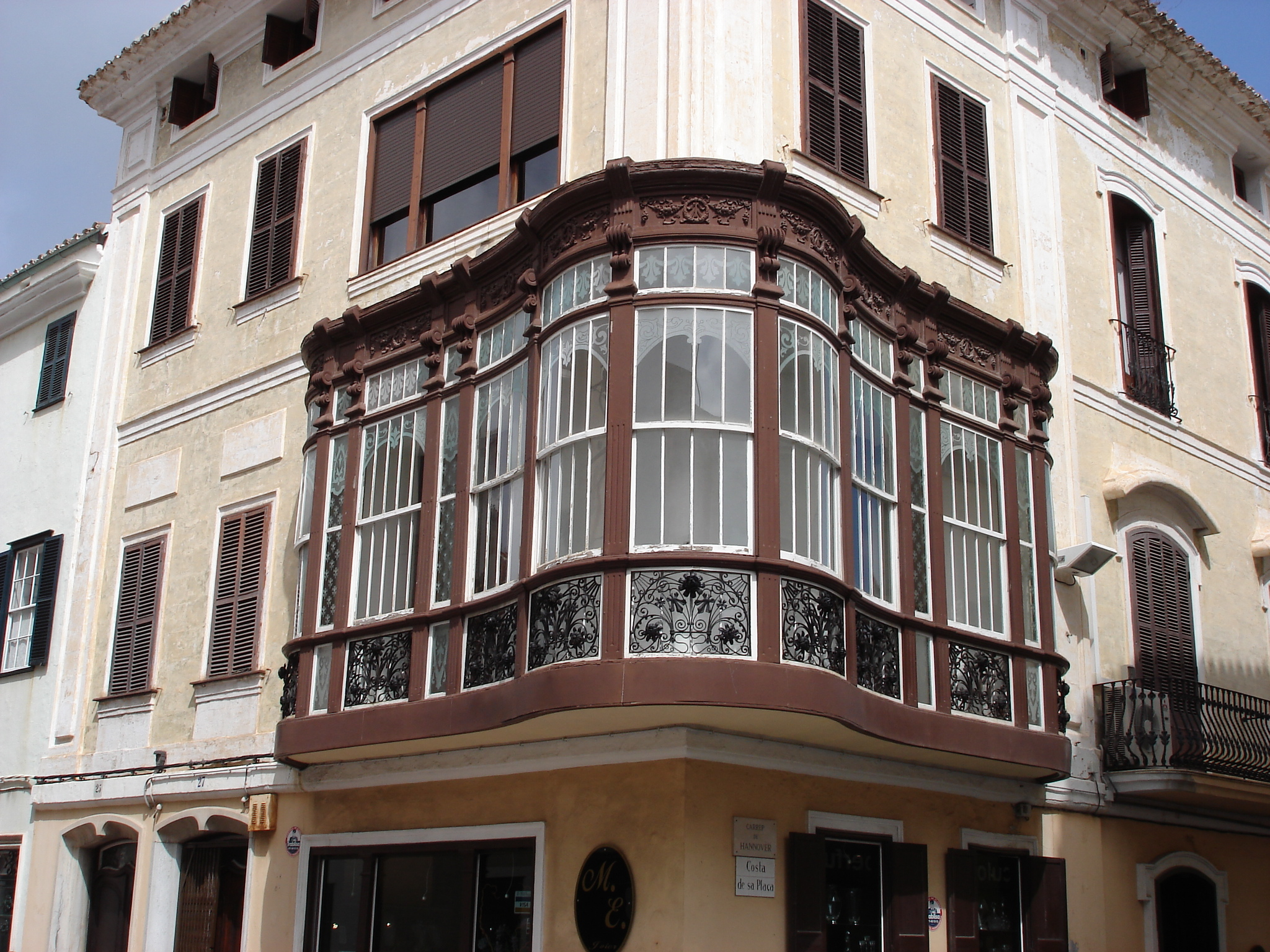
Boinder, balcó extern típic de l'arquitectura anglesa

Durant el segle xix, la situació anterior va canviar, ja que l'any 1802, sota sobirania espanyola, es va prohibir el lliure comerç de blat i de llegums. Per tant, la ciutat va viure un període d'estancament i de decadència. Davant d'això, molta gent va emigrar a altres llocs. Però la situació va millorar cap a la meitat de segle, gràcies a la introducció de la indústria i la represa de l'activitat comercial. Una altra innovació és la navegació de cabotatge, que solen ser les connexions amb Barcelona i Mallorca (1919, per mitjà de la Transmediterránea). També trobam la nova indústria de les sabates. Tot això requereix una gran infraestructura i, a poc a poc, la ciutat va canviar d'aspecte; sobretot el port, ja que s'hi construeixen fàbriques i magatzems. Altres construccions importants són la Mola, el cementiri, el Teatre Principal i l'església de Santa Eulàlia. També hi ha una expansió urbana, ja que té lloc la urbanització de ses tanques del Carme, a partir de la desamortització de Mendizábal, i se segueixen construint cases senyorials.
A principis del segle xx, es crea dins Maó l'Ateneu, entitat que provoca la dinamització de la cultura menorquina. És un segle durant el qual la ciutat de Maó es modernitza i canvia la seva imatge. Això també inclou una transformació de l'economia i també de la societat; podrem veure com la burgesia es fa propietària, gràcies a les desamortitzacions, i els obrers comencen a reclamar els seus drets en el camp del treball.
En el primer terç del segle es produeixen diferents fets polítics, com la Segona República Espanyola. Però els canvis vindran amb la Guerra Civil i, després, amb la Dictadura, que provoquen l'empobriment de la ciutat i ocasionen la falta de llibertats socials, culturals i econòmiques. Aquesta situació millora devers finals dels anys 50 amb la recuperació de la indústria i el naixement del fenomen turístic.
Actualment, la ciutat es caracteritza per tenir una gran activitat econòmica, la majoria de la qual està destinada al turisme. Les construccions més importants són la peixateria i la Sala Augusta. També cal destacar que, a partir dels anys 60, es produeix un altre fenomen d'expansió urbana que continua fins avui, i que crea una nova perifèria a la ciutat.

## Política i govern

### Alcaldes i alcaldesses electes (1979-2023)
Des de les primeres eleccions democràtiques de l'any 1979, set persones han ocupat el càrrec d'alcalde o alcaldessa: cinc homes i dues dones.
| Legislatura | Període | Nom | Partit | Govern | O |
| --- | --- | --- | --- | --- | - |
| I | 1979 - 1983 | Ramón Homs Ginés | | Govern UCD i CD |   |
| II | 1983 - 1987 | Borja Carreras Moysi | | Majoria absoluta |   |
| III | 1987 - 1991 | Borja Carreras Moysi | | Govern PSOE i EEM |   |
| IV | 1991 - 1995 | Borja Carreras Moysi (1991 - 1993) | | Majoria absoluta | 1 |
| IV | 1991 - 1995 | Arturo Bagur Mercadal (1993 - 1995) | | Majoria absoluta | 1 |
| V | 1995 - 1999 | Arturo Bagur Mercadal | | Govern PSOE, EM i PSM |   |
| VI | 1999 - 2003 | Arturo Bagur Mercadal | | Majoria absoluta |   |
| VII | 2003 - 2007 | Arturo Bagur Mercadal | | Govern PSOE, PSM i EM |   |
| VIII | 2007 - 2011 | Arturo Bagur Mercadal (2007 - 2008) | | Govern PSOE, PSM i EM | 2 |
| VIII | 2007 - 2011 | Vicenç Tur Martí (2008 - 2011) | | Govern PSOE, PSM i EM | 2 |
| IX | 2011 - 2015 | Águeda Reynes Calvache | | Majoria absoluta |   |
| X | 2015 - 2019 | Conxa Juanola Pons | | Govern Ara Maó i PSOE |   |
| XI | 2019 - 2023 | Héctor Pons Riudavets | | Govern PSOE i Ara Maó |   |
| XII | 2023 - actualitat | Héctor Pons Riudavets | | Govern en minoria |   |
| Observacions | | | | |   |
| El 27 de setembre de 1993 es produeix la renúncia del batle Sr. Borja Carreras Moysi. El motiu fou la seva designació com a Director General de Vivenda, Urbanisme i Arquitectura al Ministeri d'Obres Públiques. Fou substituit pel primer tinent d'alcalde el Sr. Arturo Bagur Mercadal. Prengué possessió d'alcalde el 8 d'octubre de 1993 en sessió extraordinària.                                                                | El 27 de setembre de 1993 es produeix la renúncia del batle Sr. Borja Carreras Moysi. El motiu fou la seva designació com a Director General de Vivenda, Urbanisme i Arquitectura al Ministeri d'Obres Públiques. Fou substituit pel primer tinent d'alcalde el Sr. Arturo Bagur Mercadal. Prengué possessió d'alcalde el 8 d'octubre de 1993 en sessió extraordinària.                                                                | El 27 de setembre de 1993 es produeix la renúncia del batle Sr. Borja Carreras Moysi. El motiu fou la seva designació com a Director General de Vivenda, Urbanisme i Arquitectura al Ministeri d'Obres Públiques. Fou substituit pel primer tinent d'alcalde el Sr. Arturo Bagur Mercadal. Prengué possessió d'alcalde el 8 d'octubre de 1993 en sessió extraordinària.                                                                | El 27 de setembre de 1993 es produeix la renúncia del batle Sr. Borja Carreras Moysi. El motiu fou la seva designació com a Director General de Vivenda, Urbanisme i Arquitectura al Ministeri d'Obres Públiques. Fou substituit pel primer tinent d'alcalde el Sr. Arturo Bagur Mercadal. Prengué possessió d'alcalde el 8 d'octubre de 1993 en sessió extraordinària.                                                                | El 27 de setembre de 1993 es produeix la renúncia del batle Sr. Borja Carreras Moysi. El motiu fou la seva designació com a Director General de Vivenda, Urbanisme i Arquitectura al Ministeri d'Obres Públiques. Fou substituit pel primer tinent d'alcalde el Sr. Arturo Bagur Mercadal. Prengué possessió d'alcalde el 8 d'octubre de 1993 en sessió extraordinària.                                                                | 1 |
| El 26 de setembre de 2008 es produeix la renúncia del batle Sr. Arturo Bagur Mercadal. El motiu fou la incompatibilitat amb el càrrec de senador per Menorca, el qual prengué possessió el 31 de març del mateix any. Fou substituït pel tinent d'alcalde i regidor d'Urbanisme i ex director insular d'Ordenació del Territori, el Sr. Vicenç Tur Martí. Prengué possessió d'alcalde el 8 d'octubre de 2008 en sessió extraordinària. | El 26 de setembre de 2008 es produeix la renúncia del batle Sr. Arturo Bagur Mercadal. El motiu fou la incompatibilitat amb el càrrec de senador per Menorca, el qual prengué possessió el 31 de març del mateix any. Fou substituït pel tinent d'alcalde i regidor d'Urbanisme i ex director insular d'Ordenació del Territori, el Sr. Vicenç Tur Martí. Prengué possessió d'alcalde el 8 d'octubre de 2008 en sessió extraordinària. | El 26 de setembre de 2008 es produeix la renúncia del batle Sr. Arturo Bagur Mercadal. El motiu fou la incompatibilitat amb el càrrec de senador per Menorca, el qual prengué possessió el 31 de març del mateix any. Fou substituït pel tinent d'alcalde i regidor d'Urbanisme i ex director insular d'Ordenació del Territori, el Sr. Vicenç Tur Martí. Prengué possessió d'alcalde el 8 d'octubre de 2008 en sessió extraordinària. | El 26 de setembre de 2008 es produeix la renúncia del batle Sr. Arturo Bagur Mercadal. El motiu fou la incompatibilitat amb el càrrec de senador per Menorca, el qual prengué possessió el 31 de març del mateix any. Fou substituït pel tinent d'alcalde i regidor d'Urbanisme i ex director insular d'Ordenació del Territori, el Sr. Vicenç Tur Martí. Prengué possessió d'alcalde el 8 d'octubre de 2008 en sessió extraordinària. | El 26 de setembre de 2008 es produeix la renúncia del batle Sr. Arturo Bagur Mercadal. El motiu fou la incompatibilitat amb el càrrec de senador per Menorca, el qual prengué possessió el 31 de març del mateix any. Fou substituït pel tinent d'alcalde i regidor d'Urbanisme i ex director insular d'Ordenació del Territori, el Sr. Vicenç Tur Martí. Prengué possessió d'alcalde el 8 d'octubre de 2008 en sessió extraordinària. | 2 |

### Històric de resultats eleccions municipals (1979-2023)
| Partit Polític                   | Logo                     | 1979 | 1983 | 1987 | 1991 | 1995 | 1999 | 2003 | 2007 | 2011 | 2015 | 2019 | 2023 |
| -------------------------------- | ------------------------ | ---- | ---- | ---- | ---- | ---- | ---- | ---- | ---- | ---- | ---- | ---- | ---- |
| Partit Socialista Obrer Espanyol |                          | 5    | 12   | 9    | 11   | 10   | 12   | 10   | 9    | 8    | 6    | 7    | 8    |
| Partit Popular                   |                          | -    | -    | -    | 8    | 8    | 7    | 8    | 8    | 13   | 8    | 8    | 8    |
| Ara Maó                          |                          | -    | -    | -    | -    | -    | -    | -    | -    | -    | 6    | 5    | 4    |
| VOX                              |                          | -    | -    | -    | -    | -    | -    | -    | -    | -    | -    | 0    | 1    |
| Ciutadans de Menorca             |                          | -    | -    | -    | -    | -    | -    | -    | 1    | 0    | 1    | 1    | 0    |
| Proposta per les Illes Balears   |                          | -    | -    | -    | -    | -    | -    | -    | -    | -    | 0    | 0    | -    |
| Projecte Liberal Espanyol        |                          | -    | -    | -    | -    | -    | -    | -    | -    | -    | -    | 0    | -    |
| Unió Menorquina                  |                          | -    | -    | -    | -    | -    | -    | -    | -    | 0    | -    | -    | -    |
| Ciutadans en Blanc               |                          | -    | -    | -    | -    | -    | -    | 0    | -    | 0    | -    | -    | -    |
| Els Verds de Menorca             |                          | -    | -    | -    | -    | -    | -    | 0    | -    | 0    | -    | -    | -    |
| Esquerra de Menorca              |                          | -    | -    | -    | -    | 2    | 1    | 1    | 1    | 0    | -    | -    | -    |
| Partit Socialista de Menorca     |                          | 3    | -    | -    | -    | 1    | 1    | 2    | 2    | 0    | -    | -    | -    |
| Unió Centrista de Menorca        |                          | -    | -    | -    | -    | -    | -    | 0    | -    | -    | -    | -    | -    |
| Unió del Poble Balear            |                          | -    | -    | -    | -    | -    | 0    | 0    | -    | -    | -    | -    | -    |
| Independents de Menorca          |                          | -    | -    | -    | -    | 0    | -    | -    | -    | -    | -    | -    | -    |
| Unió Progressista de Menorca     |                          | -    | -    | -    | 0    | -    | -    | -    | -    | -    | -    | -    | -    |
| Centre Democràtic i Social       |                          | -    | -    | 2    | 0    | -    | -    | -    | -    | -    | -    | -    | -    |
| Entesa de l'Esquerra de Menorca  |                          | -    | -    | 2    | 2    | -    | -    | -    | -    | -    | -    | -    | -    |
| Partit dels Socialistes          |                          | -    | 2    | -    | -    | -    | -    | -    | -    | -    | -    | -    | -    |
| Aliança Popular                  |                          | -    | 7    | 8    | -    | -    | -    | -    | -    | -    | -    | -    | -    |
| Partit del Treball               |                          | 0    | -    | -    | -    | -    | -    | -    | -    | -    | -    | -    | -    |
| Coalició Democràtica             |                          | 2    | -    | -    | -    | -    | -    | -    | -    | -    | -    | -    | -    |
| Partit Comunista d'Espanya       |                          | 2    | 0    | -    | -    | -    | -    | -    | -    | -    | -    | -    | -    |
| Unió del Centre Democràtic       |                          | 9    | -    | -    | -    | -    | -    | -    | -    | -    | -    | -    | -    |
| Número total regidors/es         | Número total regidors/es | 21   | 21   | 21   | 21   | 21   | 21   | 21   | 21   | 21   | 21   | 21   | 21   |

### Membres corporacions municipals (2023-2027)

#### Corporació municipal XII Legislatura (2023-2027)
| Regidor o regidora | Càrrec | Partit polític | O               |
| Equip de govern | Equip de govern | Equip de govern | Equip de govern |
| --- | --- | --- | --------------- |
| Héctor Pons Riudavets | Alcalde i regidor d'Urbanisme i Port | | 4 8             |
| Elena Costa Coll | Primera tinent d'alcalde i regidora d'Obra Pública, Règim Interior, Seguretat Ciutadana i portaveu del Partit Socialista | | 4 8             |
| Pilar Carrasco Pons | Segona tinent d'alcalde i regidora de Serveis Generals, Recursos Humans i Noves Tecnologies | | 8               |
| Lázaro Alcaide Guarino | Tercer tinent d'alcalde i regidor d'Esports i Joventut | |                 |
| José Manuel García Pascual | Quart tinent d'alcalde i regidor de Serveis Urbans i Medi Ambient | |                 |
| Susana Salom Pons | Cinquena tinent d'alcalde i regidora de Promoció Econòmica | |                 |
| Enric Mas Martínez | Sisè tinent d'alcalde i regidor d'Atenció a les Persones | |                 |
| Carlos Uhler Camps | Setè tinent d'alcalde i regidor d'Educació, Cultura i Igualtat | | 5               |
| Oposició | | |                 |
| Virginia Victori Huguet | Regidora a l'oposició i portaveu del Partit Popular | | 7               |
| Bernardo Pax Bosch | Regidor a l'oposició | |                 |
| Alfonso Toral Melis | Regidor a l'oposició | |                 |
| Maria Isabel Llufriu Mercadal | Regidora a l'oposició | |                 |
| Antonio Airos Serrano | Regidor a l'oposició | |                 |
| Francisco Plaza Urrutia | Regidor a l'oposició | |                 |
| María Jesús Aínsa Aguiló | Regidora a l'oposició | | 1               |
| Nicolás Fernández Pons | Regidor a l'oposició | | 7               |
| Jordi Tutzó Sans | Regidor a l'oposició i portaveu d'Ara Maó | |                 |
| Cristina Fernández Coll | Regidora a l'oposició | |                 |
| Mateu Berenguer Munté | Regidor a l'oposició | | 3               |
| Santiago Bonnin Mercadal | Regidor a l'oposició | | 6               |
| Francisco Jose Cardona Vidal | Regidor a l'oposició | No adscrit | 2               |
| Observacions | | |                 |
| El 21 de juliol de 2023 es formalitza la dimissió al càrrec de regidora a l'oposició de la Sra. Sra. Beatriz Estopiñán González (PP) per motius professionals, arran de la seva designació com a cap de gabinet de la Conselleria de la Mar i Cicle de l'Aigua del Govern de les Illes Balears, de la qual és conseller el menorquí Sr. Juan Manuel Lafuente Mir. Es dona compte de la renúncia el 27 de juliol de 2023 en sessió ordinària. Fou substituïda per la número 9 de la llista electoral, la Sra. María Jesús Aínsa Aguiló. Prengué possessió del càrrec el dia 28 de setembre de 2023 en sessió ordinària. | El 21 de juliol de 2023 es formalitza la dimissió al càrrec de regidora a l'oposició de la Sra. Sra. Beatriz Estopiñán González (PP) per motius professionals, arran de la seva designació com a cap de gabinet de la Conselleria de la Mar i Cicle de l'Aigua del Govern de les Illes Balears, de la qual és conseller el menorquí Sr. Juan Manuel Lafuente Mir. Es dona compte de la renúncia el 27 de juliol de 2023 en sessió ordinària. Fou substituïda per la número 9 de la llista electoral, la Sra. María Jesús Aínsa Aguiló. Prengué possessió del càrrec el dia 28 de setembre de 2023 en sessió ordinària. | El 21 de juliol de 2023 es formalitza la dimissió al càrrec de regidora a l'oposició de la Sra. Sra. Beatriz Estopiñán González (PP) per motius professionals, arran de la seva designació com a cap de gabinet de la Conselleria de la Mar i Cicle de l'Aigua del Govern de les Illes Balears, de la qual és conseller el menorquí Sr. Juan Manuel Lafuente Mir. Es dona compte de la renúncia el 27 de juliol de 2023 en sessió ordinària. Fou substituïda per la número 9 de la llista electoral, la Sra. María Jesús Aínsa Aguiló. Prengué possessió del càrrec el dia 28 de setembre de 2023 en sessió ordinària. | 1               |
| El 26 d'octubre de 2023 en sessió ordinària, el regidor electe Sr. Francisco Cardona Vidal, fa efectiva la sortida com a regidor del grup municipal de VOX. D'aquest moment, és regidor no adscrit a l'oposició. | El 26 d'octubre de 2023 en sessió ordinària, el regidor electe Sr. Francisco Cardona Vidal, fa efectiva la sortida com a regidor del grup municipal de VOX. D'aquest moment, és regidor no adscrit a l'oposició. | El 26 d'octubre de 2023 en sessió ordinària, el regidor electe Sr. Francisco Cardona Vidal, fa efectiva la sortida com a regidor del grup municipal de VOX. D'aquest moment, és regidor no adscrit a l'oposició. | 2               |
| El 3 d'octubre de 2024 es formalitza la dimissió al càrrec de regidor a l'oposició del Sr. Antoni Carrillos Cantó (Ara Maó). Es dona compte de la renúncia el 26 d'octubre de 2023 en sessió ordinària. El motiu fou per a retornar a la seva professió de professor del Conservatori Professional de Música i Dansa de Menorca. Fou substituït pel número 5 de la llista electoral, el Sr. Mateu Berenguer Munté. Prengué possessió del càrrec el dia 30 de novembre de 2023 en sessió ordinària. | El 3 d'octubre de 2024 es formalitza la dimissió al càrrec de regidor a l'oposició del Sr. Antoni Carrillos Cantó (Ara Maó). Es dona compte de la renúncia el 26 d'octubre de 2023 en sessió ordinària. El motiu fou per a retornar a la seva professió de professor del Conservatori Professional de Música i Dansa de Menorca. Fou substituït pel número 5 de la llista electoral, el Sr. Mateu Berenguer Munté. Prengué possessió del càrrec el dia 30 de novembre de 2023 en sessió ordinària. | El 3 d'octubre de 2024 es formalitza la dimissió al càrrec de regidor a l'oposició del Sr. Antoni Carrillos Cantó (Ara Maó). Es dona compte de la renúncia el 26 d'octubre de 2023 en sessió ordinària. El motiu fou per a retornar a la seva professió de professor del Conservatori Professional de Música i Dansa de Menorca. Fou substituït pel número 5 de la llista electoral, el Sr. Mateu Berenguer Munté. Prengué possessió del càrrec el dia 30 de novembre de 2023 en sessió ordinària. | 3               |
| Del 30 de desembre de 2023 a l'11 de febrer de 2024, la primera tinent d'alcalde, la Sra. Elena Costa Coll (PSOE) exercí el càrrec de batlessa accidental de l'Ajuntament de Maó, en substitució del batle electe, el Sr. Héctor Pons Riudavets. El motiu fou cobrir la baixa per paternitat. | Del 30 de desembre de 2023 a l'11 de febrer de 2024, la primera tinent d'alcalde, la Sra. Elena Costa Coll (PSOE) exercí el càrrec de batlessa accidental de l'Ajuntament de Maó, en substitució del batle electe, el Sr. Héctor Pons Riudavets. El motiu fou cobrir la baixa per paternitat. | Del 30 de desembre de 2023 a l'11 de febrer de 2024, la primera tinent d'alcalde, la Sra. Elena Costa Coll (PSOE) exercí el càrrec de batlessa accidental de l'Ajuntament de Maó, en substitució del batle electe, el Sr. Héctor Pons Riudavets. El motiu fou cobrir la baixa per paternitat. | 4               |
| El 10 de juny de 2024 es formalitza la dimissió al càrrec de la setena tinent d'alcalde i regidora d'Educació, Cultura i Igualtat, la Sra. Beatriz Gallardo Gomila (PSOE), per motius personals i professionals. Es dona compte de la renúncia el 27 de juny de 2024 en sessió ordinària. Fou substituïda pel número 9 de la llista electoral, el Sr. Carlos Uhler Camps. Prengué possessió del càrrec el dia 31 de juliol de 2024 en sessió ordinària. | El 10 de juny de 2024 es formalitza la dimissió al càrrec de la setena tinent d'alcalde i regidora d'Educació, Cultura i Igualtat, la Sra. Beatriz Gallardo Gomila (PSOE), per motius personals i professionals. Es dona compte de la renúncia el 27 de juny de 2024 en sessió ordinària. Fou substituïda pel número 9 de la llista electoral, el Sr. Carlos Uhler Camps. Prengué possessió del càrrec el dia 31 de juliol de 2024 en sessió ordinària. | El 10 de juny de 2024 es formalitza la dimissió al càrrec de la setena tinent d'alcalde i regidora d'Educació, Cultura i Igualtat, la Sra. Beatriz Gallardo Gomila (PSOE), per motius personals i professionals. Es dona compte de la renúncia el 27 de juny de 2024 en sessió ordinària. Fou substituïda pel número 9 de la llista electoral, el Sr. Carlos Uhler Camps. Prengué possessió del càrrec el dia 31 de juliol de 2024 en sessió ordinària. | 5               |
| El 19 de juliol de 2024 es formalitza la dimissió al càrrec de regidora a l'oposició de la Sra. Catalina Ferrer Florit (ARA Maó) per motius personals. Es dona compte de la renúncia el 31 de juliol de 2024 en sessió ordinària. Després de la renúncia de la número 6 de la llista electoral, la Sra. Florencia Arrighi per motius personals, finalment fou substituïda pel número 7 de la llista electoral, el Sr. Santiago Bonnin Mercadal. Prengué possessió del càrrec el dia 26 de setembre de 2024 en sessió ordinària. | El 19 de juliol de 2024 es formalitza la dimissió al càrrec de regidora a l'oposició de la Sra. Catalina Ferrer Florit (ARA Maó) per motius personals. Es dona compte de la renúncia el 31 de juliol de 2024 en sessió ordinària. Després de la renúncia de la número 6 de la llista electoral, la Sra. Florencia Arrighi per motius personals, finalment fou substituïda pel número 7 de la llista electoral, el Sr. Santiago Bonnin Mercadal. Prengué possessió del càrrec el dia 26 de setembre de 2024 en sessió ordinària. | El 19 de juliol de 2024 es formalitza la dimissió al càrrec de regidora a l'oposició de la Sra. Catalina Ferrer Florit (ARA Maó) per motius personals. Es dona compte de la renúncia el 31 de juliol de 2024 en sessió ordinària. Després de la renúncia de la número 6 de la llista electoral, la Sra. Florencia Arrighi per motius personals, finalment fou substituïda pel número 7 de la llista electoral, el Sr. Santiago Bonnin Mercadal. Prengué possessió del càrrec el dia 26 de setembre de 2024 en sessió ordinària. | 6               |
| L'1 d'agost de 2024 es formalitza la dimissió al càrrec de regidor a l'oposició i portaveu del Partit Popular, el Sr. Mateu Ainsa Coll. El motiu fou el seu comportament cap a veïns i forces de seguretat durant les festes de Sant Jaume d'Es Castell. Es dona compte de la renúncia el dia.... Fou substituït pel número 10 de la llista electoral, el Sr. Nicolás Fernández Pons. Prengué possessió del càrrec el dia 26 de setembre de 2024 en sessió ordinària. D'altra banda, la regidora Sra. Virginia Victori Huguet agafa el relleu com a nova portaveu del Partit Popular. | L'1 d'agost de 2024 es formalitza la dimissió al càrrec de regidor a l'oposició i portaveu del Partit Popular, el Sr. Mateu Ainsa Coll. El motiu fou el seu comportament cap a veïns i forces de seguretat durant les festes de Sant Jaume d'Es Castell. Es dona compte de la renúncia el dia.... Fou substituït pel número 10 de la llista electoral, el Sr. Nicolás Fernández Pons. Prengué possessió del càrrec el dia 26 de setembre de 2024 en sessió ordinària. D'altra banda, la regidora Sra. Virginia Victori Huguet agafa el relleu com a nova portaveu del Partit Popular. | L'1 d'agost de 2024 es formalitza la dimissió al càrrec de regidor a l'oposició i portaveu del Partit Popular, el Sr. Mateu Ainsa Coll. El motiu fou el seu comportament cap a veïns i forces de seguretat durant les festes de Sant Jaume d'Es Castell. Es dona compte de la renúncia el dia.... Fou substituït pel número 10 de la llista electoral, el Sr. Nicolás Fernández Pons. Prengué possessió del càrrec el dia 26 de setembre de 2024 en sessió ordinària. D'altra banda, la regidora Sra. Virginia Victori Huguet agafa el relleu com a nova portaveu del Partit Popular. | 7               |
| El 3 d'octubre de 2024 es formalitza la renúncia de la segona tinent d'alcalde i regidora d'Urbanisme i Ciutat, la Sra. Dolores Antonio Florit (PSOE), després de la crisi de l'aigua no potable subministrada a la xarxa de Maó. Es dóna compte de la renúncia el 18 d'octubre de 2024 en sessió extraordinària. Fou substituïda per la número 10 de la llista electoral, la Sra. Pilar Carrasco Pons, la qual compta amb experiència política prèvia, essent directora insular d’Atenció Social del Consell Insular de Menorca (2019-2023). Prengué possessió del càrrec el 28 de novembre de 2024 en sessió ordinària. Després de la remodelació de l’equip de govern, el batle Sr. Héctor Pons Riudavets assumeix l’àrea d’Urbanisme. La Sra. Pilar Carrasco serà la nova segona tinent d'alcalde i regidora de Serveis Generals, Recursos Humans i Noves Tecnologies, àrees que fins ara depenien de la primera tinent d’alcalde i regidora Sra. Elena Costa Coll. Amb aquest canvi, la Sra. Elena Costa assumeix Obra Pública i manté Serveis Econòmics i Seguretat Ciutadana. D'altra banda, agafa el relleu com a nova portaveu del PSOE. | El 3 d'octubre de 2024 es formalitza la renúncia de la segona tinent d'alcalde i regidora d'Urbanisme i Ciutat, la Sra. Dolores Antonio Florit (PSOE), després de la crisi de l'aigua no potable subministrada a la xarxa de Maó. Es dóna compte de la renúncia el 18 d'octubre de 2024 en sessió extraordinària. Fou substituïda per la número 10 de la llista electoral, la Sra. Pilar Carrasco Pons, la qual compta amb experiència política prèvia, essent directora insular d’Atenció Social del Consell Insular de Menorca (2019-2023). Prengué possessió del càrrec el 28 de novembre de 2024 en sessió ordinària. Després de la remodelació de l’equip de govern, el batle Sr. Héctor Pons Riudavets assumeix l’àrea d’Urbanisme. La Sra. Pilar Carrasco serà la nova segona tinent d'alcalde i regidora de Serveis Generals, Recursos Humans i Noves Tecnologies, àrees que fins ara depenien de la primera tinent d’alcalde i regidora Sra. Elena Costa Coll. Amb aquest canvi, la Sra. Elena Costa assumeix Obra Pública i manté Serveis Econòmics i Seguretat Ciutadana. D'altra banda, agafa el relleu com a nova portaveu del PSOE. | El 3 d'octubre de 2024 es formalitza la renúncia de la segona tinent d'alcalde i regidora d'Urbanisme i Ciutat, la Sra. Dolores Antonio Florit (PSOE), després de la crisi de l'aigua no potable subministrada a la xarxa de Maó. Es dóna compte de la renúncia el 18 d'octubre de 2024 en sessió extraordinària. Fou substituïda per la número 10 de la llista electoral, la Sra. Pilar Carrasco Pons, la qual compta amb experiència política prèvia, essent directora insular d’Atenció Social del Consell Insular de Menorca (2019-2023). Prengué possessió del càrrec el 28 de novembre de 2024 en sessió ordinària. Després de la remodelació de l’equip de govern, el batle Sr. Héctor Pons Riudavets assumeix l’àrea d’Urbanisme. La Sra. Pilar Carrasco serà la nova segona tinent d'alcalde i regidora de Serveis Generals, Recursos Humans i Noves Tecnologies, àrees que fins ara depenien de la primera tinent d’alcalde i regidora Sra. Elena Costa Coll. Amb aquest canvi, la Sra. Elena Costa assumeix Obra Pública i manté Serveis Econòmics i Seguretat Ciutadana. D'altra banda, agafa el relleu com a nova portaveu del PSOE. | 8               |

## Llocs d'interès
- Ajuntament de Maó
- Ateneu de Maó
- Biblioteca pública
- Carrer Isabel II
- Casa Mir
- Cementiri de Maó
- Ermita de Gràcia
- Església i claustre del Carme
- Església i convent de la Concepció
- Església de la Concepció
- Església de Sant Antoni
- Església de Santa Eulàlia
- Església i claustre de Sant Francesc
- Església de Sant Josep
- Església de Santa Maria
- Fortalesa de la Mola
- Hort Nou
- Hospital General Mateu Orfila
- Illa d'en Colom
- Illa del Rei
- Llatzaret
- Illa de la Quarantena
- Palau Oliver
- Peixateria
- Portal de Sant Roc
- Principal de Guàrdia
- Residència Geriàtrica
- Sala Augusta
- Teatre Principal
- Talatí de Dalt
- Trepucó

## Barris i nuclis de població del municipi
| Entitat de població | Habitants |
| ------------------- | --------- |
| Binidalí            | 35        |
| Binixíquer          | 395       |
| Cala Llonga         | 290       |
| Canutells, es       | 162       |
| Grau, es            | 167       |
| Llucmaçanes         | 169       |
| Maó                 | 25.709    |
| Mesquida, sa        | 74        |
| Murtar, es          | 30        |
| Sant Antoni         | 81        |
| Sant Climent        | 557       |
| Font: Idescat       |           |

Àrees del nucli principal:
- Bellavista
- la Clota
- es Cós de Gràcia
- Dalt Sant Joan
- Dalt Vilanova
- jardins de Malbuger
- es Molí del Pla
- sa Raval
- ses Tanques del Carme

Nuclis tradicionals:
- Es Grau
- Llucmaçanes
- Sa Mesquida
- Sant Antoni
- Sant Climent

Nuclis nous:
- Binidalí
- Binillautí
- Binixíquer
- Cala Llonga
- es Canutells
- es Caparrot
- es Murtar
- Forma Nou
- Llimpa
- Santa Madrona
- Serra Morena

## Festivitats

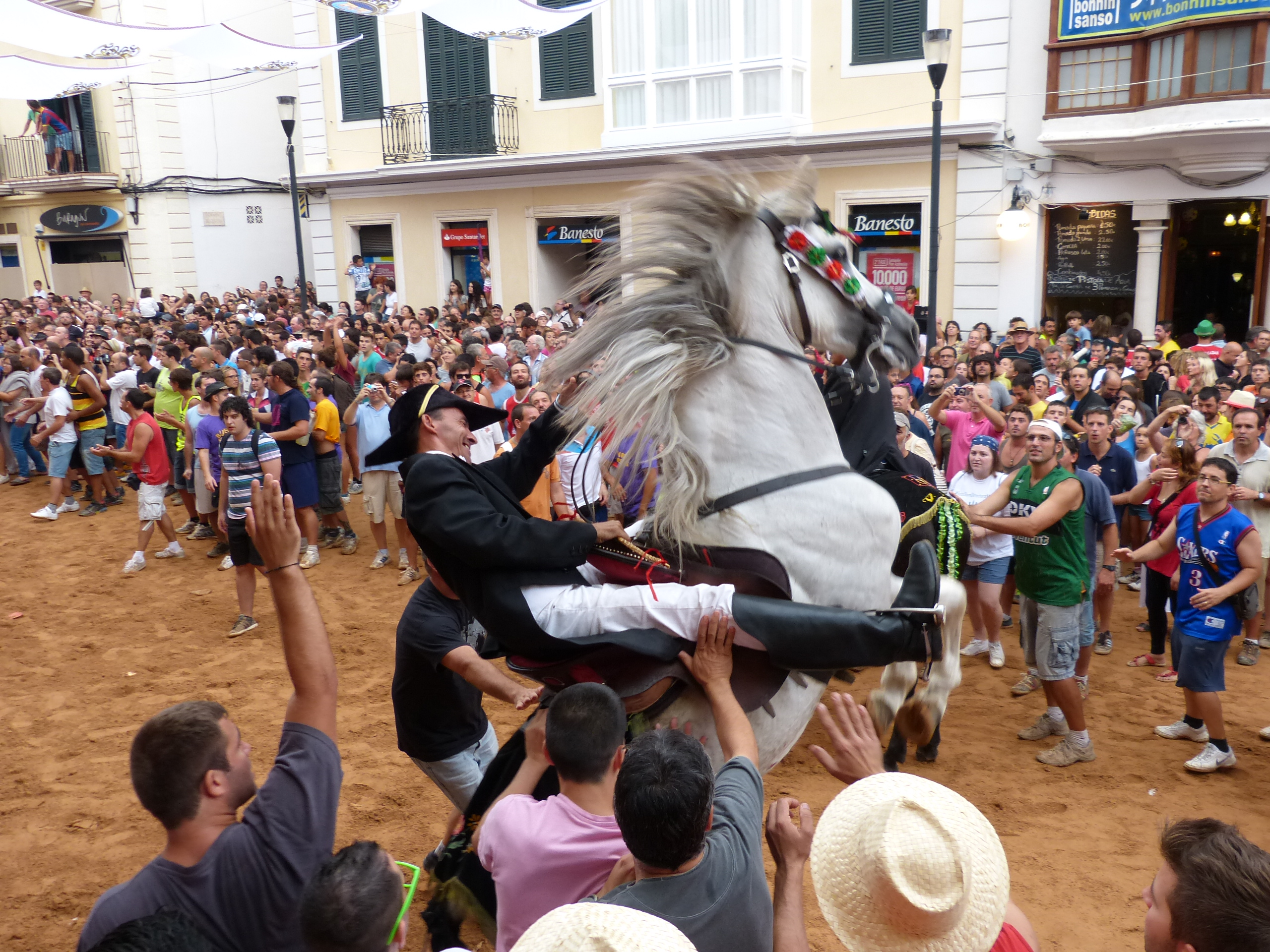
Jaleo a las festes de Gràcia.

El dia 8 de setembre se celebren les festes patronals: les Festes de Gràcia. Se celebren amb el tradicional jaleo, a la plaça de la Constitució, davant l'ajuntament i la sortida dels Gegants de Maó, en Tomeu i na Guida, en Pere i na Gràcia, i en Miquelet es Salero.

## Transport
L'Aeroport de Menorca està situat a uns 4,5 quilòmetres al sud-oest de Maó, i pertany al mateix municipi i al de Sant Lluís. És un aeroport de naturalesa eminentment turística, amb un important trànsit xàrter que arriba als nivells màxims a l'època estival.
D'altra banda, el municipi de Maó també compta amb un històric Aeroclub, fundat el 1969.
No hem d'oblidar el magnífic Port de Maó, que serveix de resguard a una multitud d'embarcacions: des dels grans creuers turístics fins a les petites, i no tan petites, embarcacions particulars.
Finalment, la ciutat compta amb una línia de bus regular que fa un recorregut per tota la ciutat, passant pels punts més importants com l'Hospital General Mateu Orfila o l'aeroport.
Així mateix, compta amb la principal estació d'autobusos de l'illa.

## Esport
La ciutat compta des de l'any 2005 amb un estadi de bàsquet amb capacitat per a 5.115 espectadors, ja que el Menorca Bàsquet, ViveMenorca, juga a l'ACB des de la temporada 2005-2006. També trobem l'equip de futbol l'Sporting de Maó que juga a la 2a divisió de futbol nacional d'Espanya.
L'Aeroclub és una entitat dirigida per socis destinada a l'aviació esportiva. Cada any sol ser una de les etapes en la volta aèria a Espanya. Durant el 40è aniversari es van dur a terme diferents actes. A més, és l'aeroclub amb la pista més llarga d'Europa i precisament per aquest motiu cada any els equips de fórmula 1 venen a fer-hi proves de velocitat.

## Ciutat agermanada
- Cervia,  (Itàlia)

## Persones il·lustres
A continuació es mostra una llista dels Menorquins Il·lustres nomenats per l'Ajuntament de Maó:
- Joan Ramis i Ramis
- Pasqual Calbó i Caldés
- Mateu Orfila i Rotger
- Benet Andreu Pons
- Pere Riudavets i Tudurí
- Josep Maria Quadrado Nieto
- Francesc Cardona i Orfila
- Joan Joaquim Rodríguez Femenias
- Francesc Camps i Mercadal
- Francesc Hernández Sanz
- Àngel Ruiz i Pablo
- Joan Mir i Mir
- Llorenç Lafuente Vanrell
- Màrius Verdaguer Travesi
- Joan Hernández Mora
- Francesc de Borja Moll
- Maria Lluïsa Serra Belabre
- Pere Landino Pons, pianista i compositor
- Nicolau Maria Rubió i Tudurí

## Galeria fotogràfica

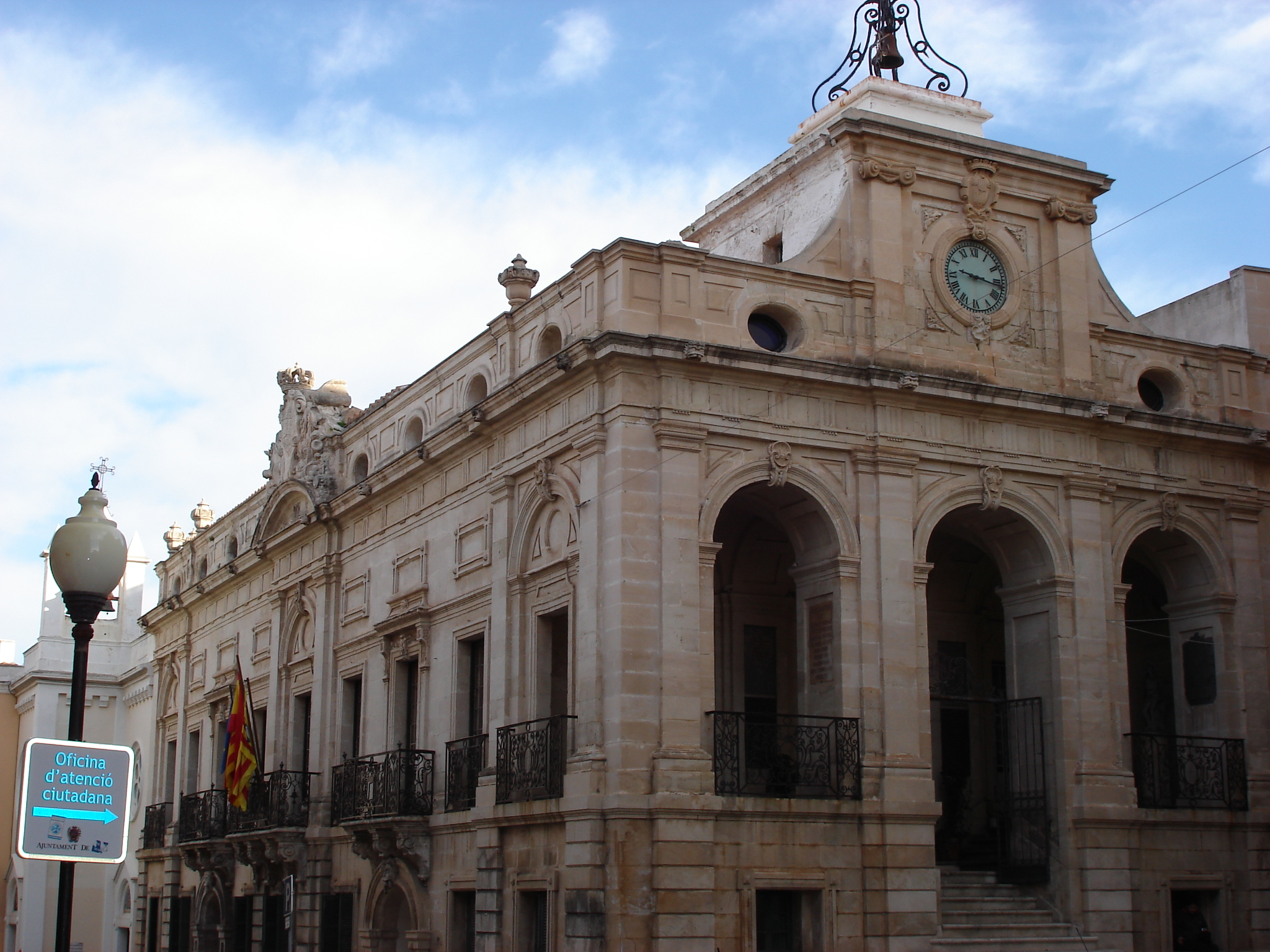
Ajuntament de Maó
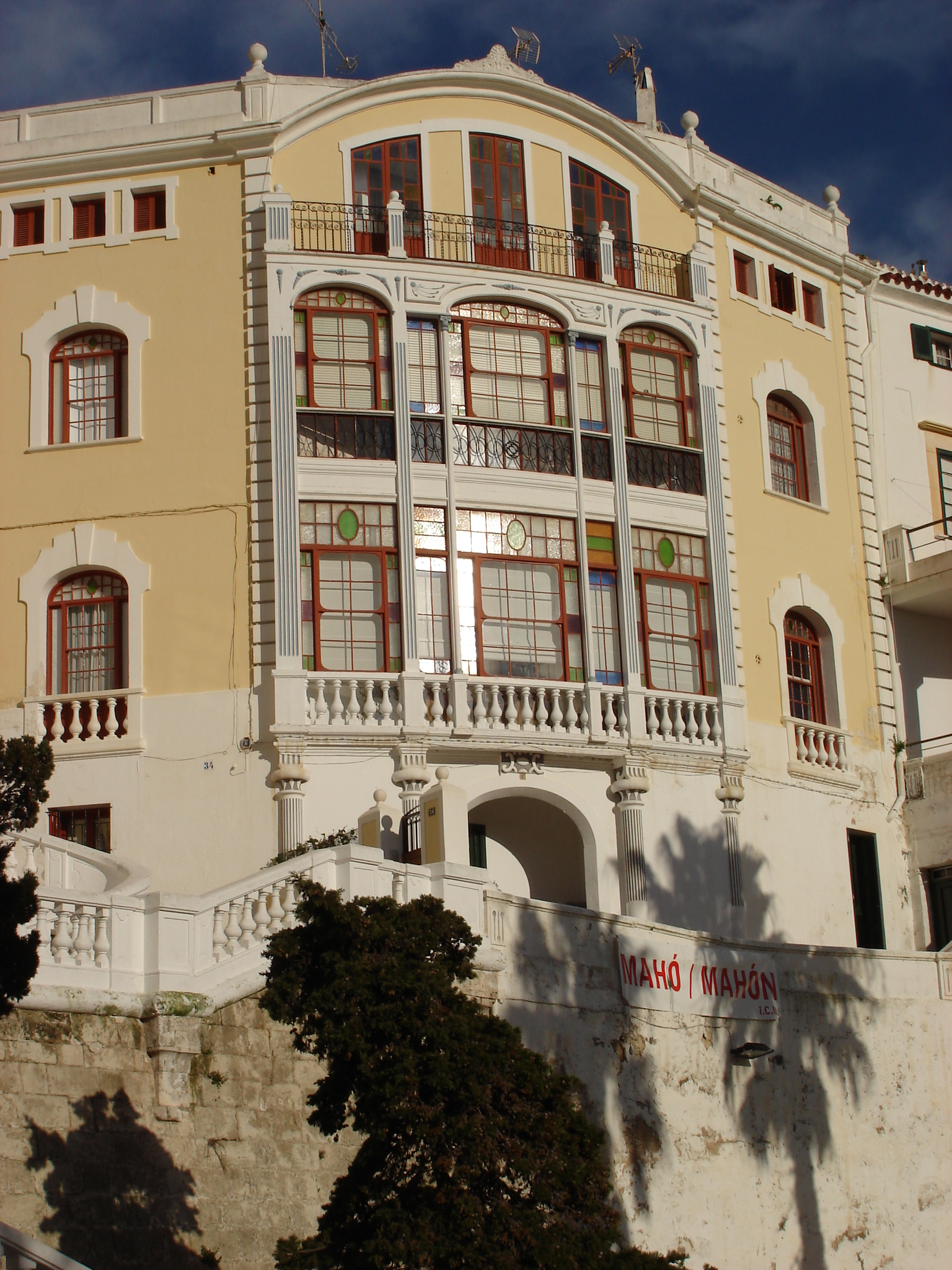
Casa Mir
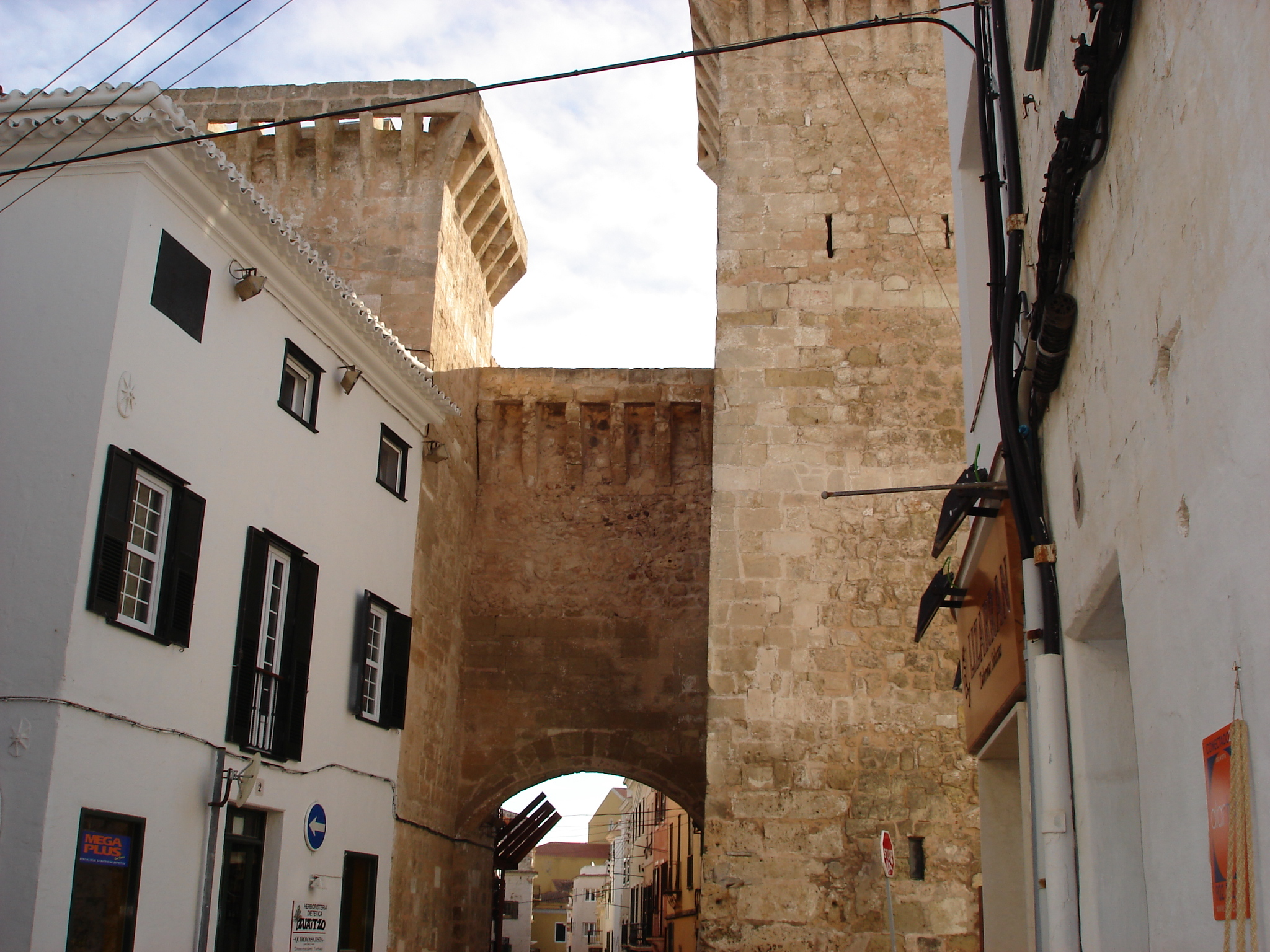
Pont de Sant Roc
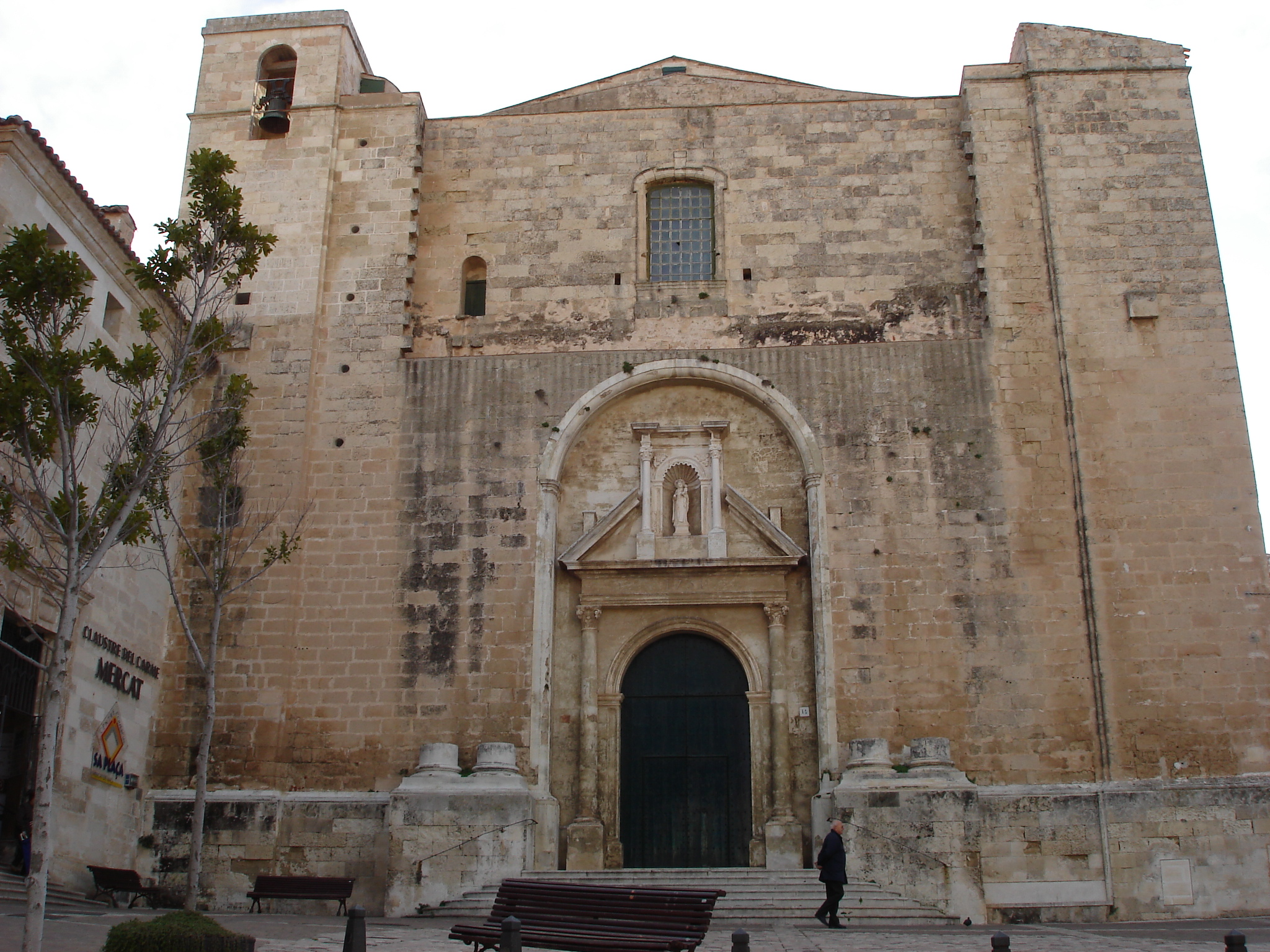
Església del Carme
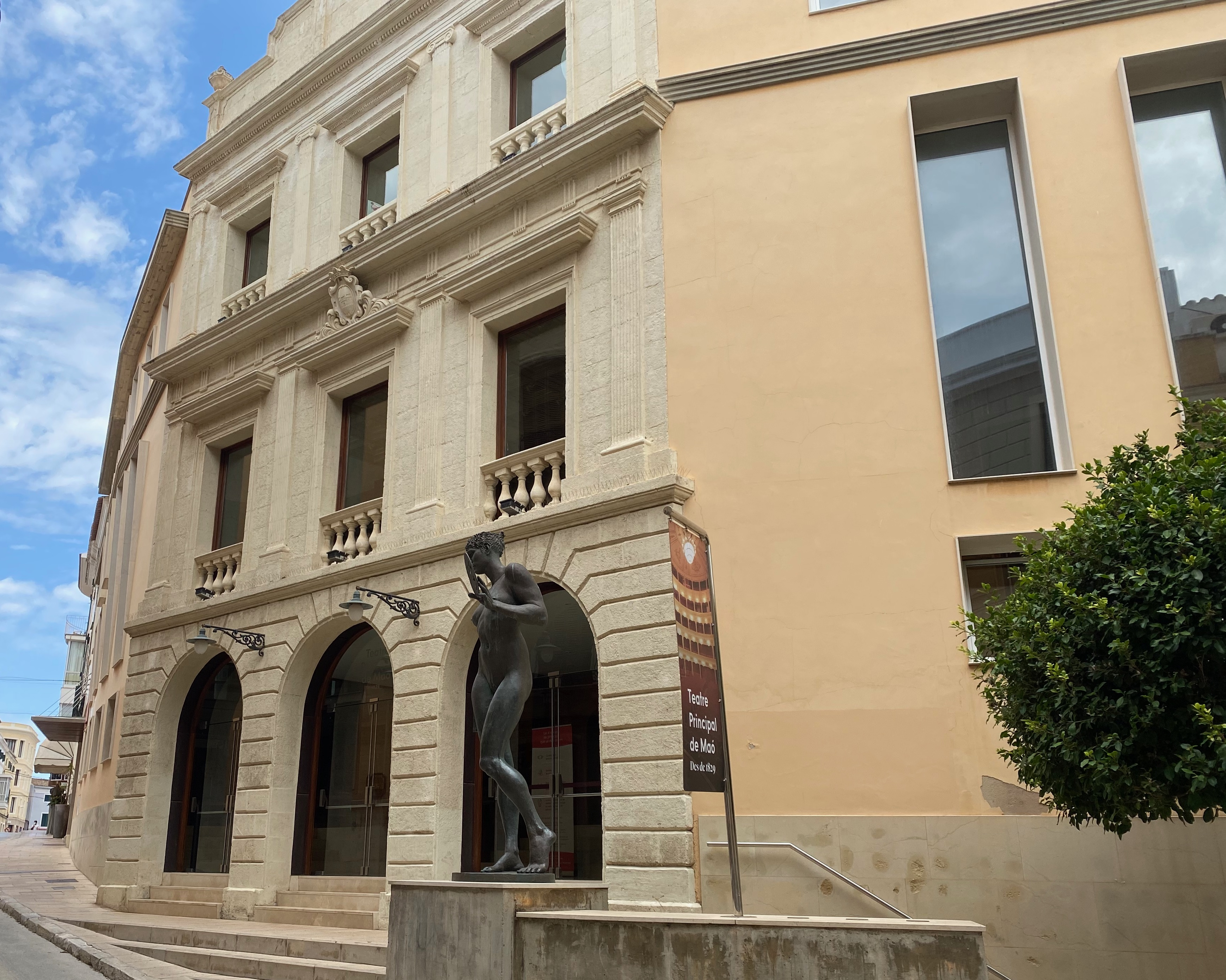
Teatre Principal
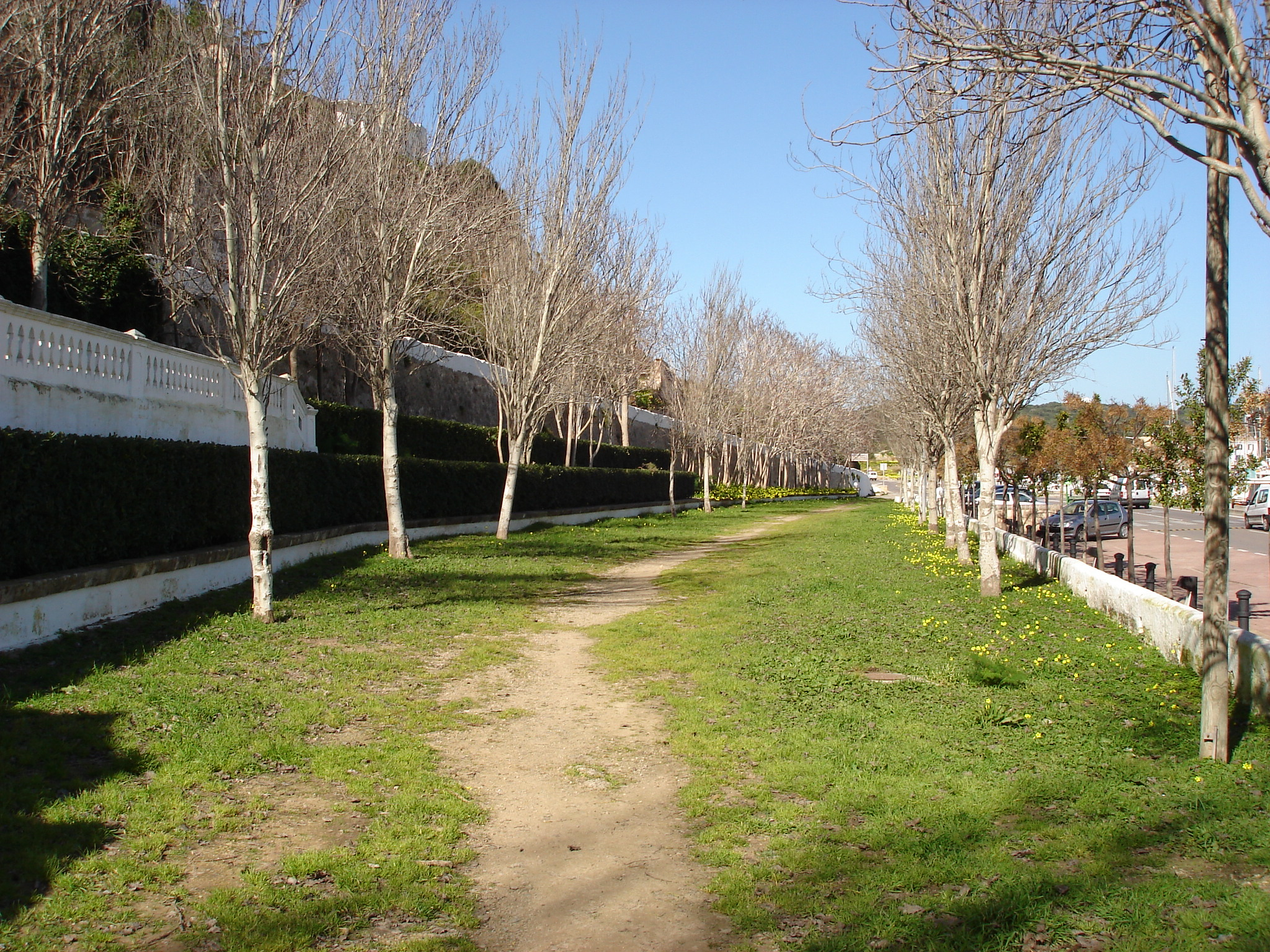
S'Hort Nou
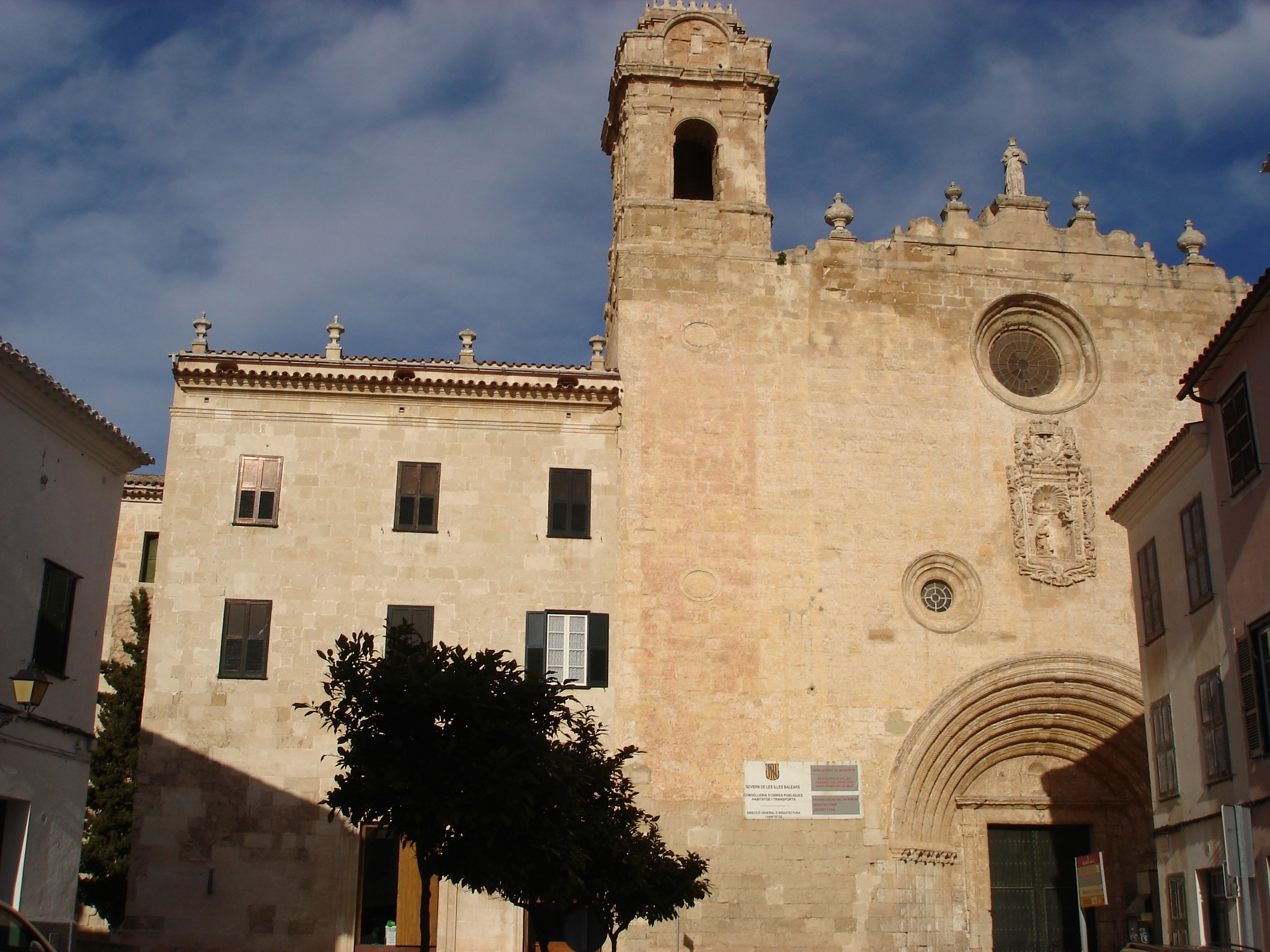
Església de Sant Francesc
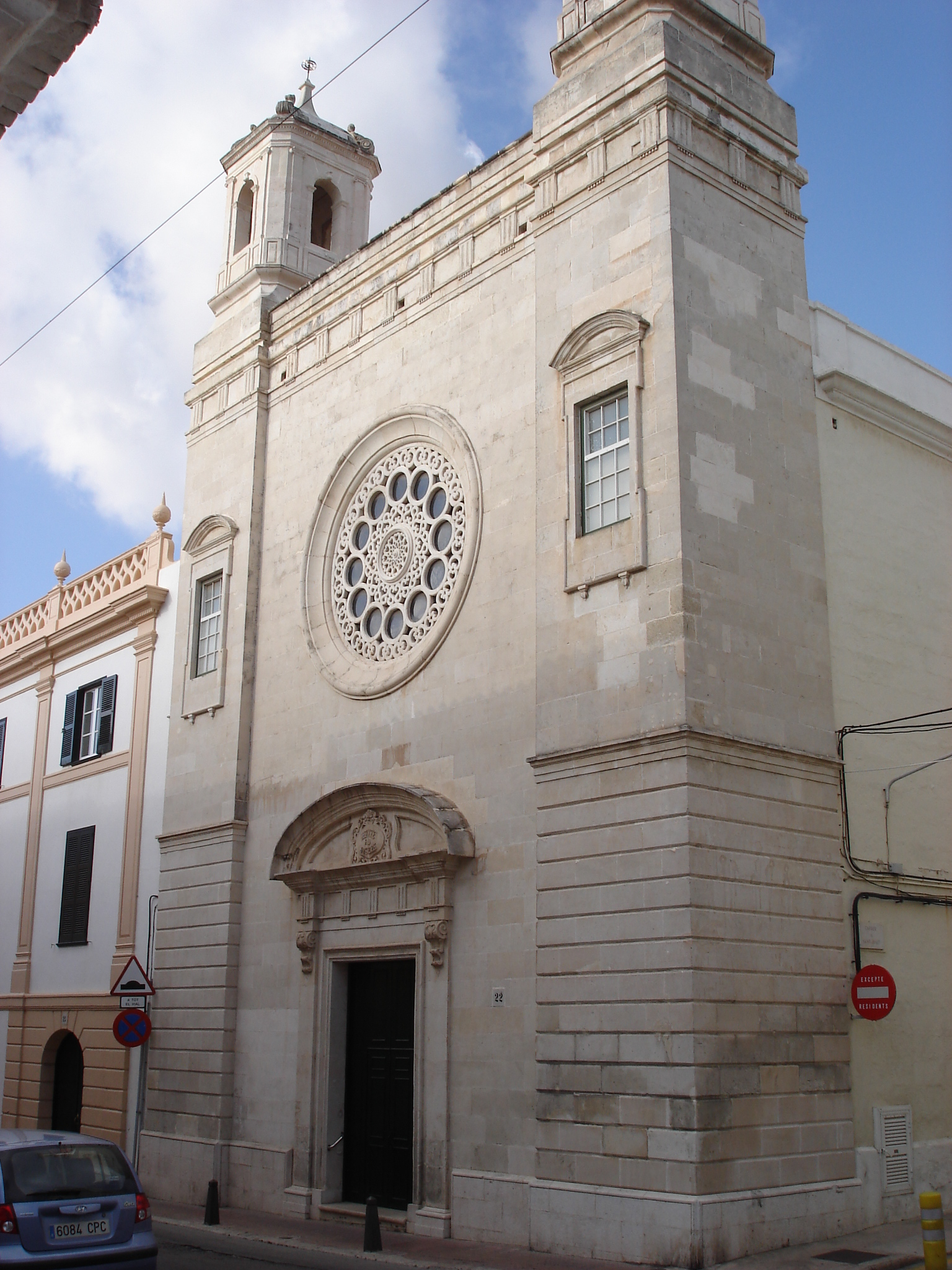
Església de Sant Josep
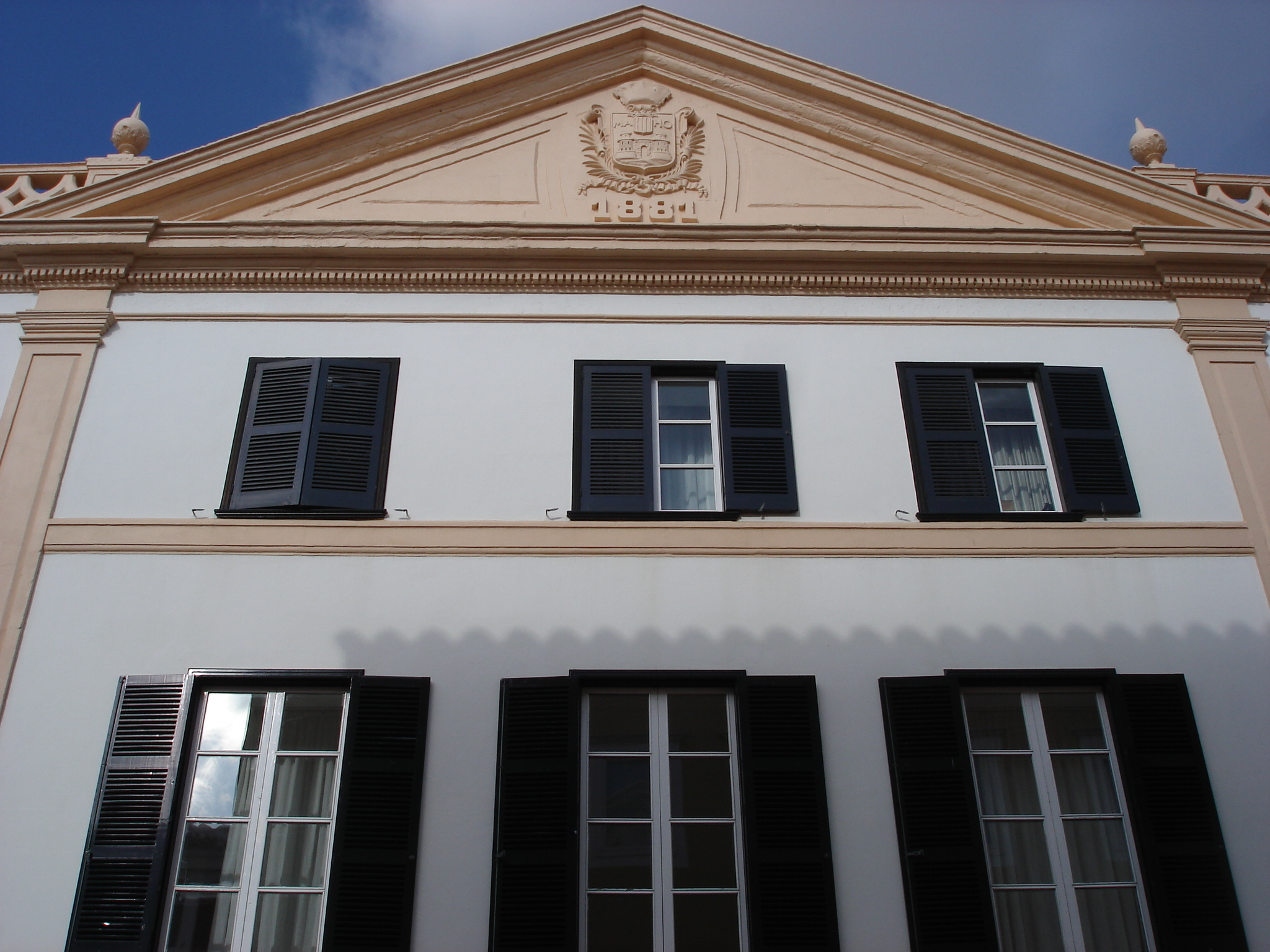
Residència Geriàtrica
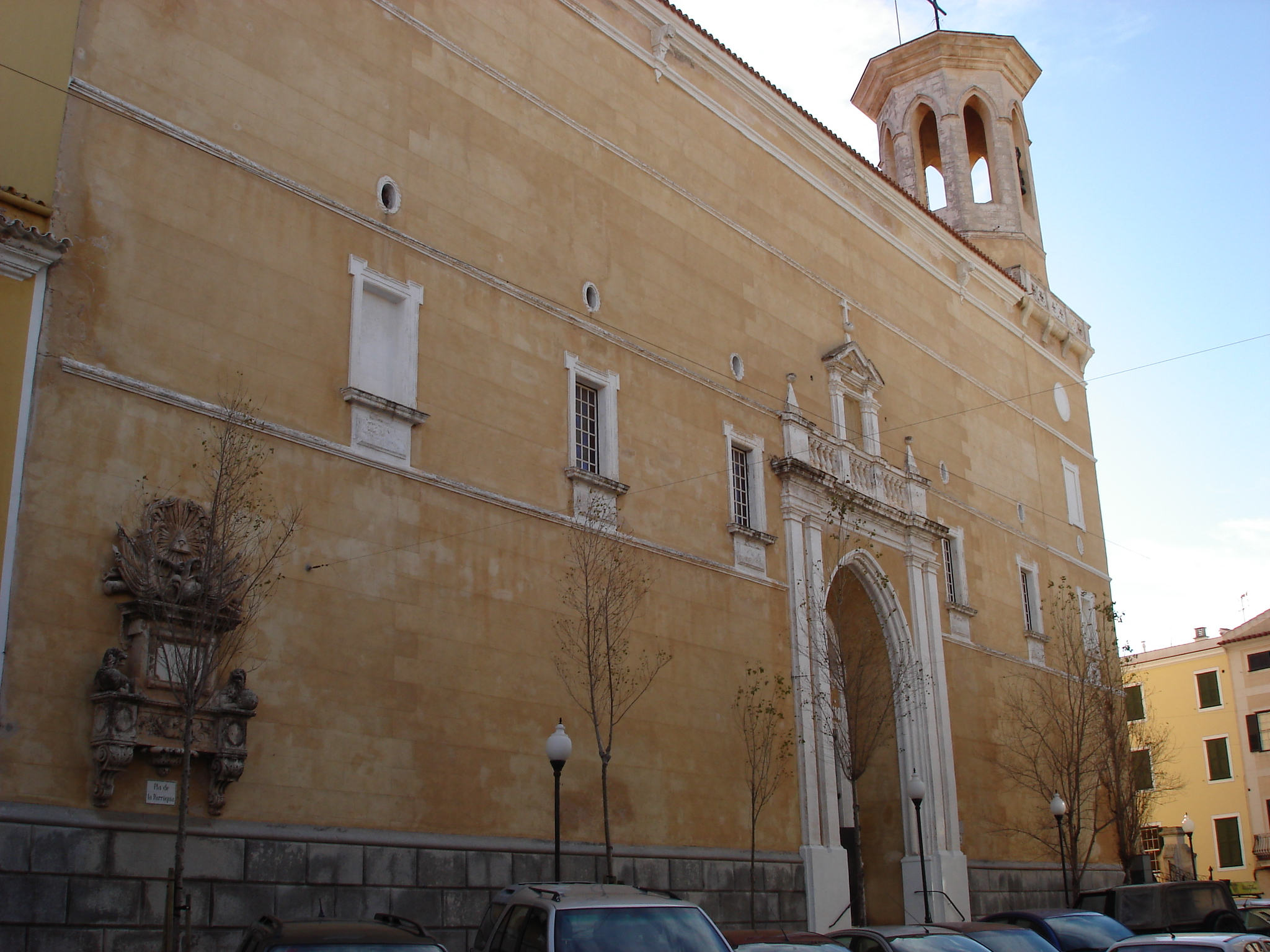
Santa Maria
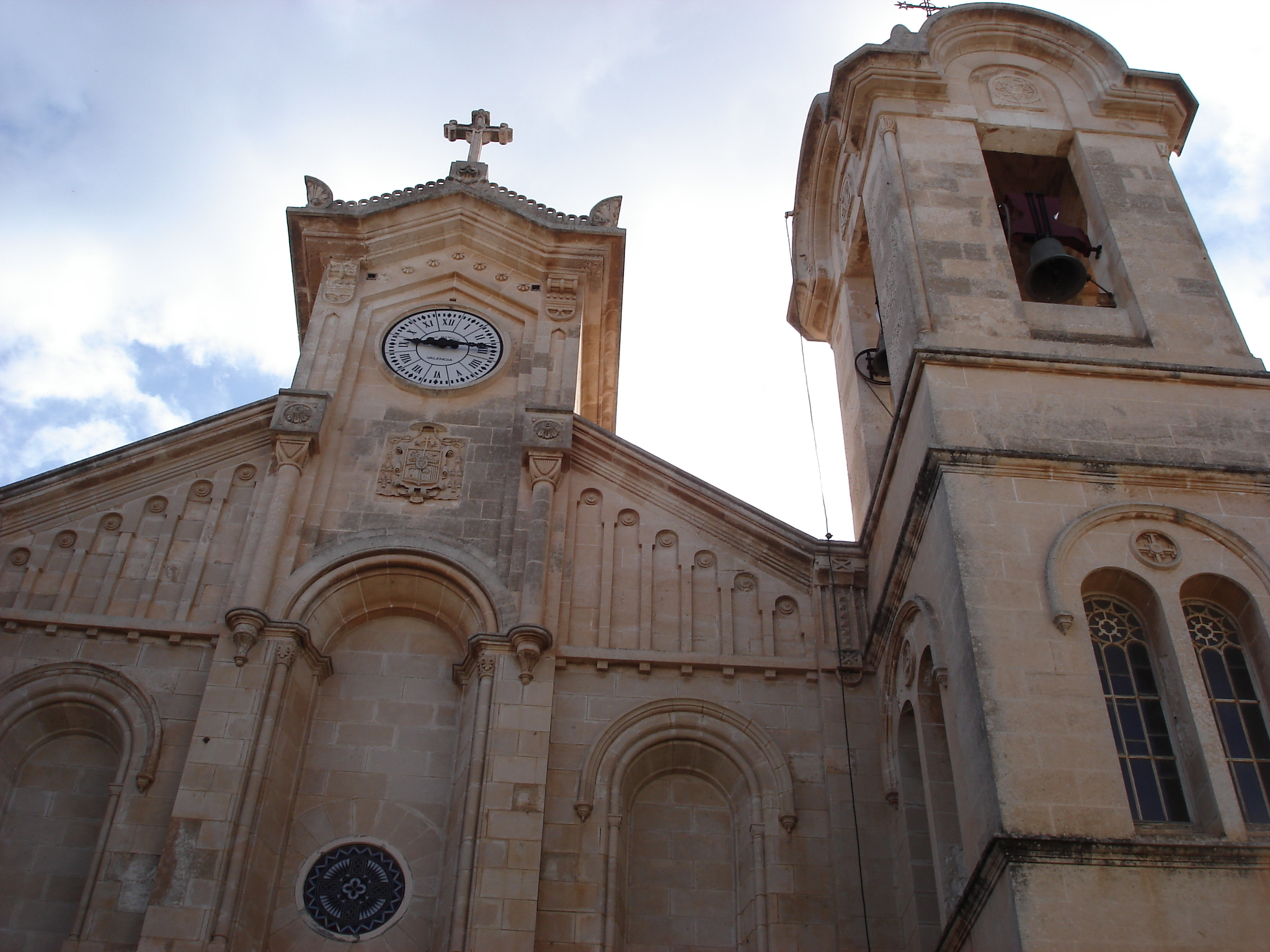
La Concepció
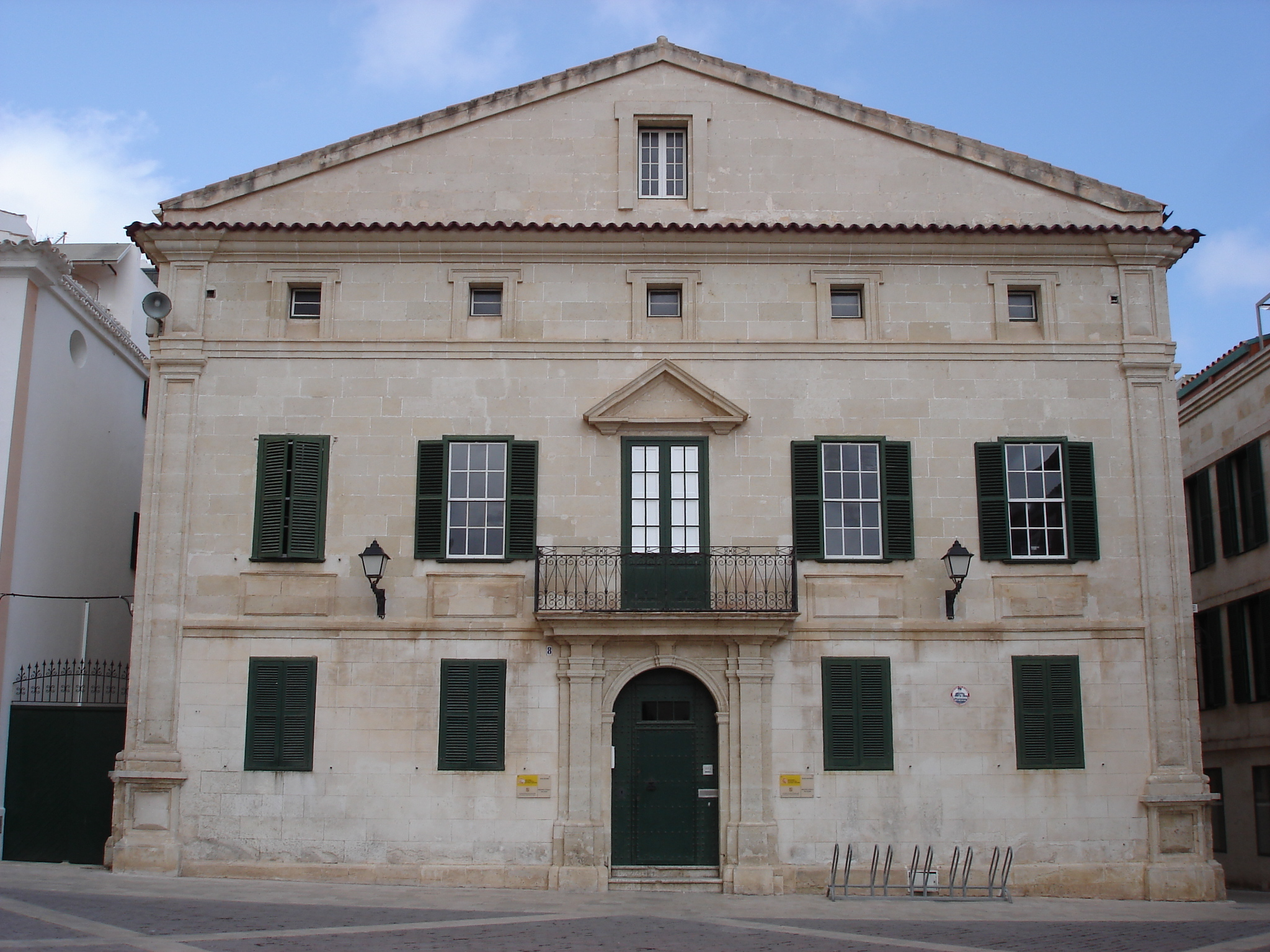
Biblioteca pública
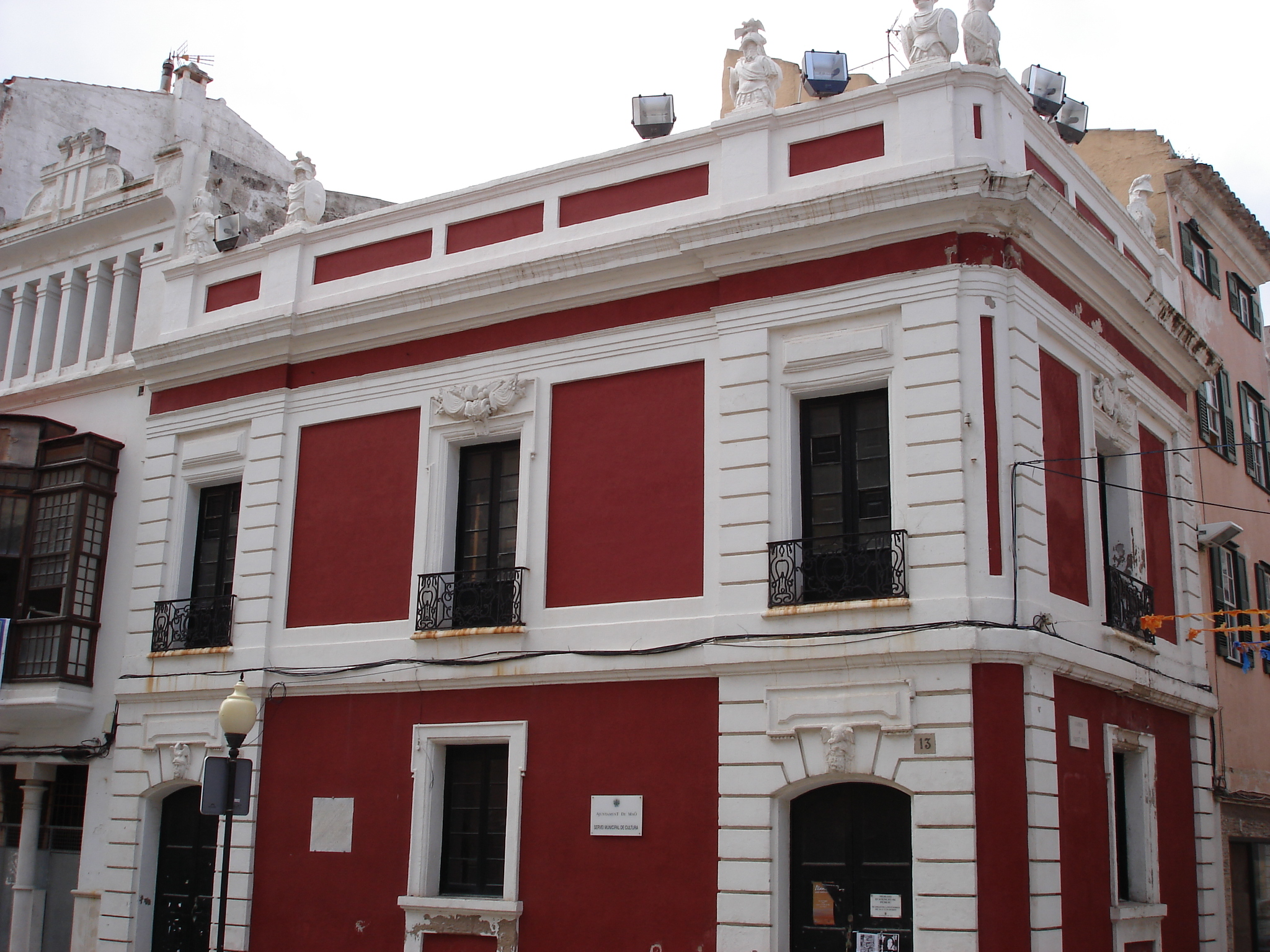
Principal de Guàrdia
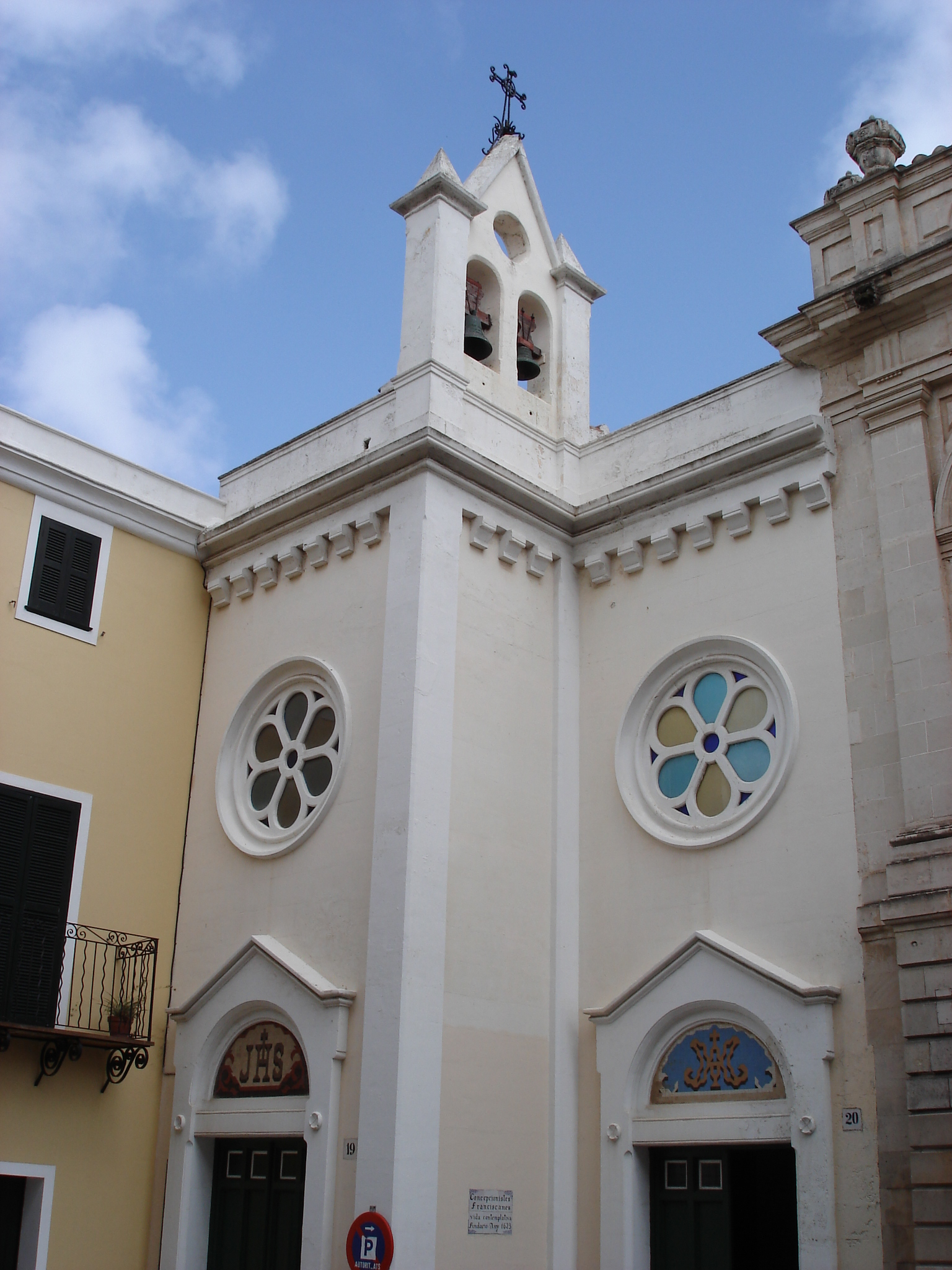
Convent de la Concepció
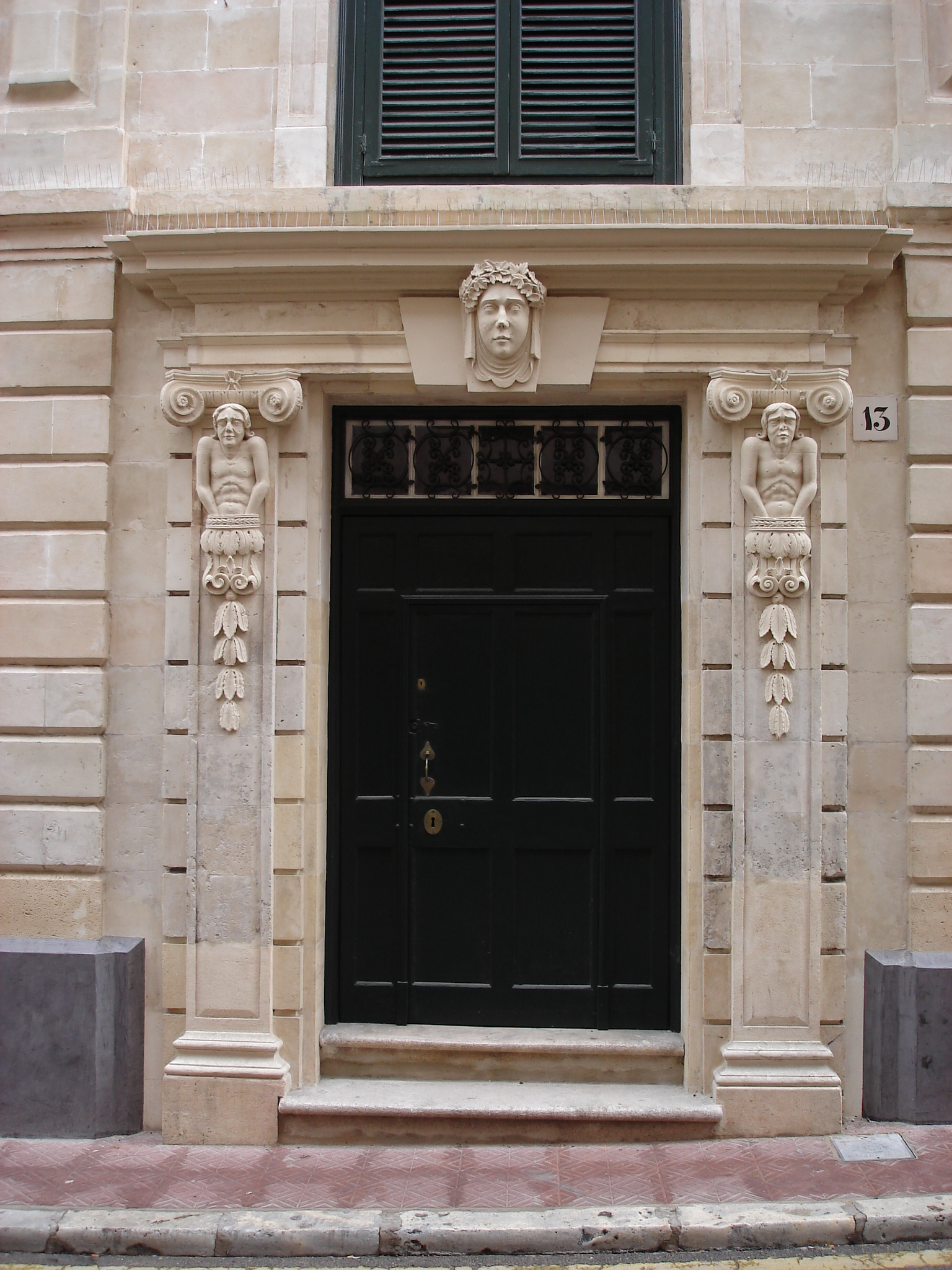
Palau Oliver
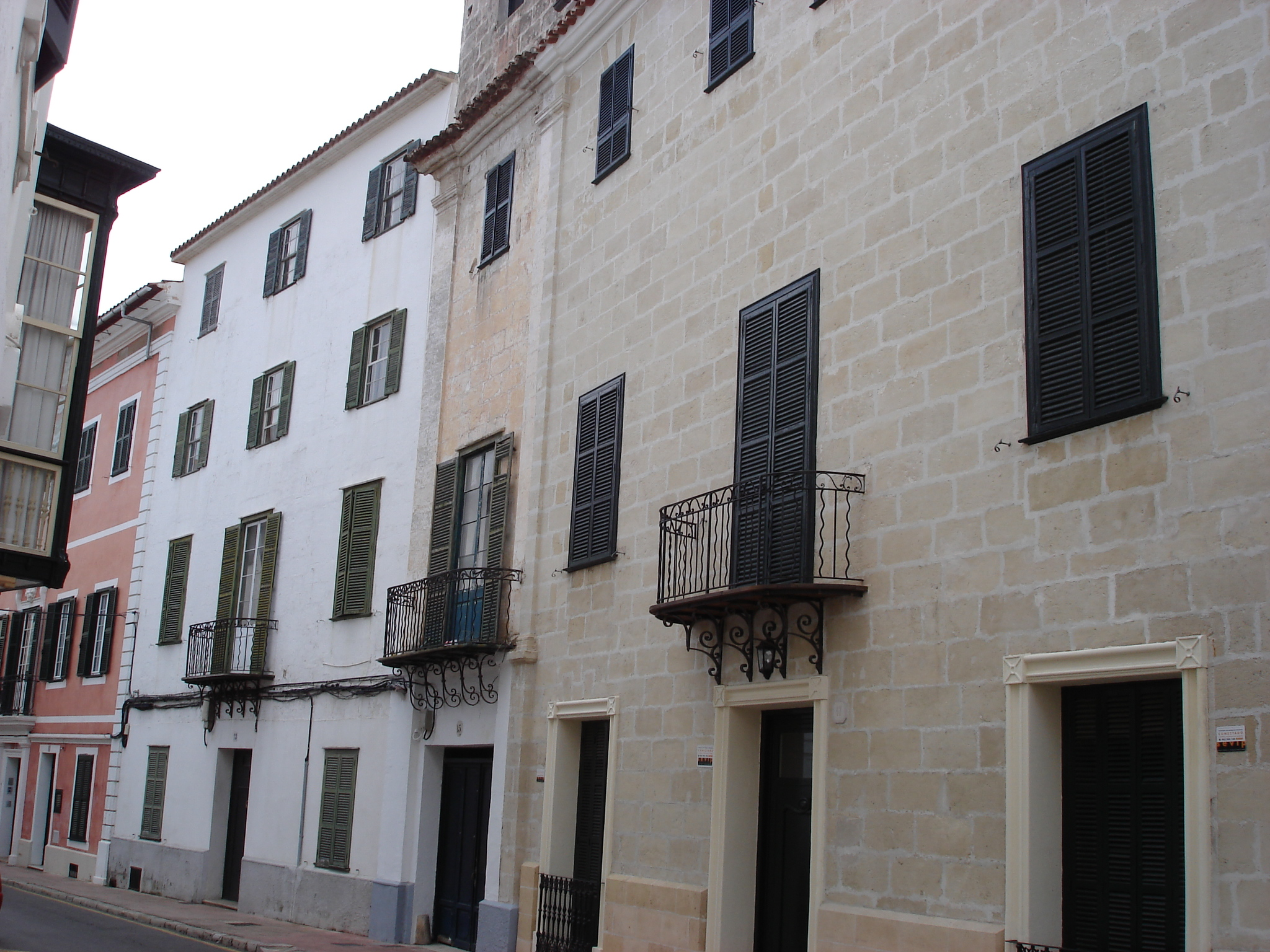
Carrer Isabel II
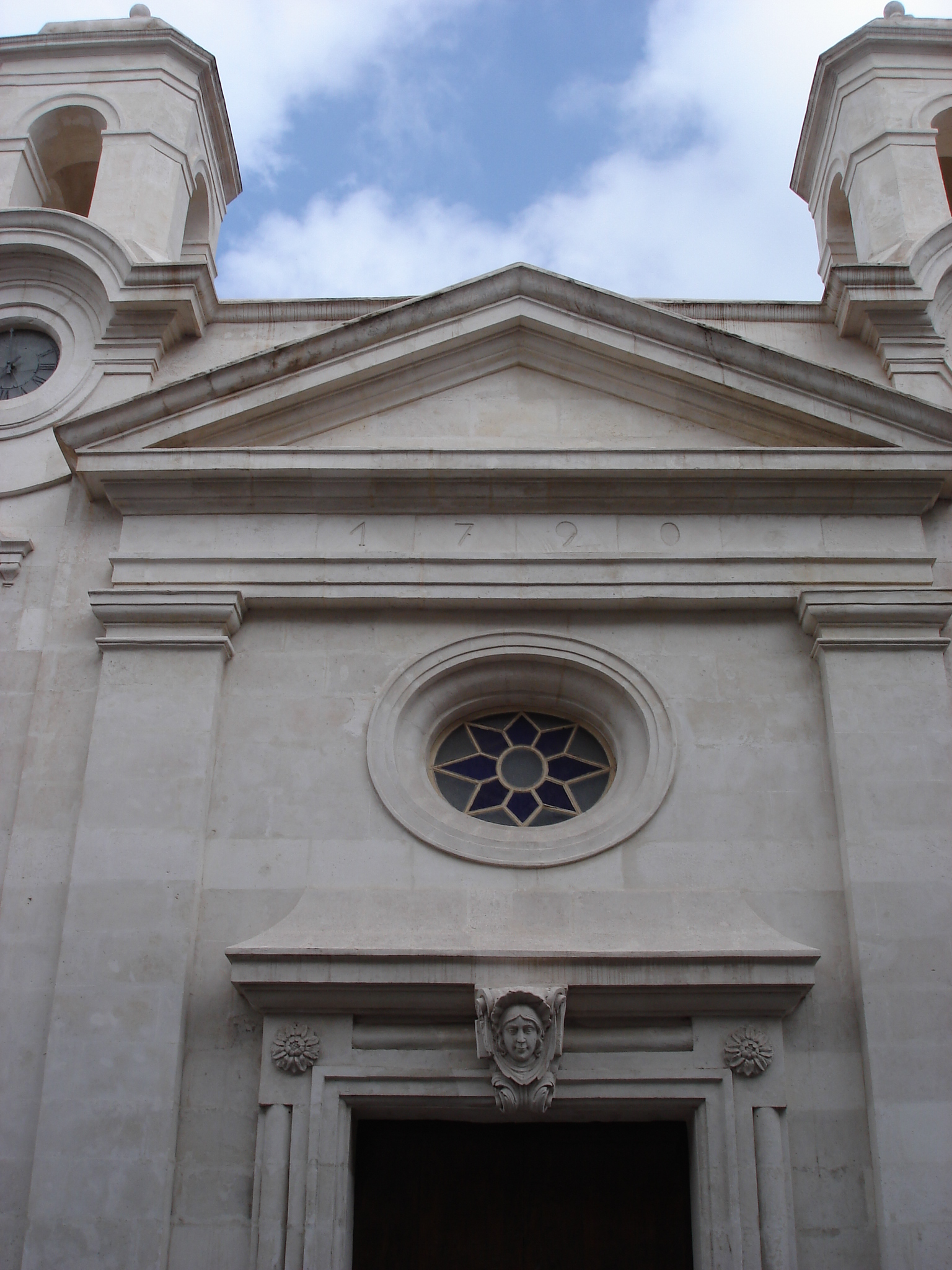
Sant Antoni
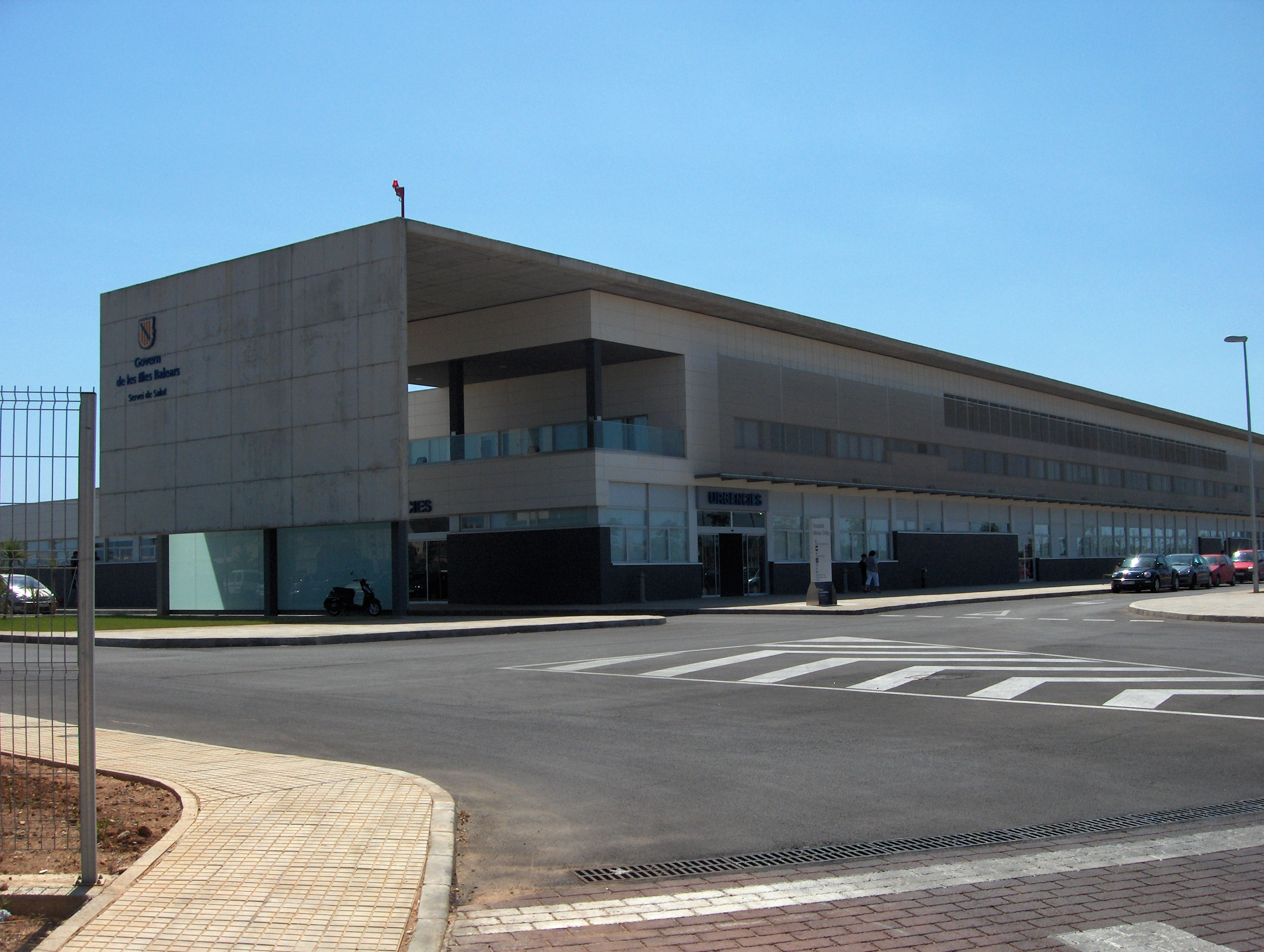
Hospital General Mateu Orfila